# 건담 어스트레이
건담 어스트레이(영어: Gundam Astray, 일본어: ガンダムアストレイ)는 《건담 시리즈》 중 코즈믹 이라(C.E.) 연대를 그린 《기동전사 건담 SEED 시리즈》에 등장하는 모빌 슈트(MS)로 분류되는 가공의 유인 조종식 인간형 로봇 병기이다. TV 애니메이션인 《기동전사 건담 SEED》의 공식 외전인 《기동전사 건담 SEED ASTRAY 시리즈》의 주요 기체이다.
작품 내의 등장 국가 중 하나인 오브 연합 수장국이 지구연합군의 G 병기 기술을 도용해 독자적으로 개발한 시제기이다. 경량화를 위해 극한까지 장갑을 깎고 있는 것이 특징으로, 그 개발 경위로 인해 연합측의 모빌 슈트(MS)와 일정한 호환성을 가지고 있다. 프레임의 색깔이 다른 동형기가 복수 존재하며, 빨간색의 레드 프레임은 시리즈 초기의 주인공인 정크 길드의 로우 귤이 탑승하며, 파란색의 블루 프레임은 프로 용병 부대인 "서펜트 테일"의 리더인 무라쿠모 가이가 탑승하며, 금색의 골드 프레임은 오브의 5대 씨족 중 하나인 사하크가의 쌍둥이 남동생인 론도 기나 사하크가 탑승해 각각 독자적인 개수나 장비의 추가가 행해진다. TV 애니메이션 본편에서는 양산형인 M1 아스트레이가 등장하며, 《기동전사 건담 SEED》 본 방송시의 오프닝에서는 레드 프레임의 정지화가 일순간 비치는 장면이 있다. "어스트레이(astray)"는 영어로 "왕도를 벗어났다", "정도에서 벗어나", "길을 잃다", 라는 의미이다.
메카닉 디자인은 아쿠츠 준이치가 담당하였다. 후계 계열의 작품에 등장하는 파생기 등은 그 밖의 여러 디자이너들이 분담하였다.
한국어 표기의 경우 건담베이스나 반다이남코코리아몰에서 이 건담의 건프라 상품 또는 완성품의 명칭을 “어스트레이”라고 표기하고 있다. 반다이남코코리아몰에서 아스트레이로 검색하면 어스트레이로 연결된다. 이 건담의 대한민국판 정식 이름은 "어스트레이"지만 “아스트레이”라는 이름도 아주 오랫동안 사용되어 왔기 때문에 인터넷 상에서는 “어스트레이”, “아스트레이”가 혼재되어 있다.

## 설정 해설
건담 어스트레이는 오브 연합 수장국의 국영 기업인 모르겐레테사가 지구연합 대서양 연방과 극비리에 공동 개발한 초기 GAT-X 시리즈에 사용된 대서양 연방 측의 기술을 도용해 완성시킨 기체이다. 형식 번호는 "Main Battle Figure"를 약칭한 "MBF"로 "주요 전투기"를 의미한다. 또한, 이후에 개발되는 제식 양산기 "M1 아스트레이"의 원형기라는 의미에서 "프로토타입 아스트레이", "P(프로토) 시리즈", "P0 시리즈", "프로토 아스트레이"로 통칭된다.
C.E. 70년 당시 전쟁이 격화되는 가운데 자국의 방어 전력의 강화 필요성을 느낀 오브는 모빌 슈트(MS) 개발에 착수했지만, 모빌 슈트 개발에 난항을 겪었다. 이미 자프트의 주력 모빌 슈트인 진을 입수, 분석해 그것을 복사하는 것은 가능했지만, 오브는 진의 성능을 능가하는 제식 모빌 슈트를 갖고 싶어 했다. 모르겐레테사는 에리카 시몬스 등이 독자적으로 지구연합이 개발하는 모빌 슈트와 차이가 없는 시스템 구조를 도입할 수 있는 수준에 이르렀지만, 무장, 장갑 소재, 특수 기술에 있어 연합에 뒤쳐져 있었다. 한편, 대서양 연방은 내추럴을 위한 모빌 슈트 조종 지원 OS의 실용화에 어려움을 겪고 있었기 때문에 이에 대한 타개책으로 공동 개발을 모르겐레테사에 제의했다. 이 때 본 사업을 맡고 있던 오브의 5대 씨족 중 하나인 사하크 가문은 오브가 최첨단 파워팩 기술을 제공하고, 그 반대 급부로 스트라이크 건담의 스트라이커 팩의 설계, 그리고 자국의 자원 위성 콜로니인 헬리오폴리스에서 모빌 슈트(MS)의 제조까지 확약한다. 그리고 사하크 가문은 그 개발 및 제조 과정의 기술을 도용하는 것을 독단적으로 결정한다.
이것은 분명히 대서양 연방과의 계약을 위반한 것이었지만, 결과적으로 모르겐레테는 G 병기로부터 MS 본체의 개발 데이터를 얻는 것에 성공했다. 이 때문에 기본 성능과 장비 등은 G 병기와 유사점이 많다. 기체의 기본 구조도 연합의 G 병기에 맞추어 만들어졌으며, OS도 몇몇 수정을 하면서 연합 측과 공통의 것을 도입했다. 다만, 아스트레이 시리즈의 OS 개발을 담당한 헬리오폴리스의 카토 교수의 손을 거쳐도 성과는 오르지 않았고, 양산형인 M1 아스트레이의 OS는 키라 야마토 등의 조력을 받아 완성되었다.
프로토아스트레이의 개발은 헬리오폴리스 내의 비밀 공장에서 극비리에 진행되어 최종적으로 5기가 롤아웃되었다. 1~3호기는 기본 프레임의 색이 다른 "골드 프레임", "레드 프레임", "블루 프레임"이며 C.E. 71년에 건조되었다.
나머지 2기는 예비 파츠이며, C.E. 73년부터의 대전까지는 행방을 감추고 있었지만, 4호기는 그 후 거의 그대로(AI와 센서를 개수) 조립되어 "그린 프레임"으로, 5호기는 라이브러리안에 의한 대폭적인 개수를 거쳐 "미라쥬 프레임"으로 완성되었다.
그 후, 프로토아스트레이의 개발 데이터는 원하든 원하지 않든 오브 국외로 유출되어 "레이스타", "시빌리언 아스트레이" 민간 생산 MS 개발로 연계되었다. 또한 마션제의 MS에도 부분적으로 아스트레이의 기술이 이용되었다. 유출된 데이터에 의해 라이브러리안은 레드 프레임을 재건조("레플리카")하였고, 악타이온 인더스티리사는 독자적으로 개수한 "느와르"와 "턴 레드"를 제조하였다.

### 기체 구조
프레임
기본 프레임은 G 병기의 것을 답습하면서 개량을 더해, 기체의 경량화와 함께 매우 높은 운동 성능을 발휘한다. 또한, 한없이 인간에 가까운 움직임이 가능한 유연성을 가지고 있다.
장갑
블랙박스였던 페이즈 시프트 장갑의 해석에 실패했기 때문에 장갑재 및 구조재에는 오브의 독자적인 물질인 발포금속이 채택되었고, 또한 바이털 에리어 이외에는 피장갑 개소를 대폭 줄임으로써 기체를 경량화했다. 따라서 몸통 뒷면, 어깨 뒷면, 전완부 복면, 대퇴부 측면 후면, 정강이부 전체 둘레에는 장갑이 없고 프레임이 노출(정확하게는 프레임에 맞춰 성형된 경량 소재에 의한 극히 얇은 카울이 씌워져 있지만, 이것으로도 방어력의 저하는 피할 수 없음)되어 있다. 당연히 내탄 성능은 낮지만 중량은 G 병기 중 가장 가벼운 듀얼 건담과 비교해도 10톤 이상의 경량화로 이어져 운동 성능의 향상에 크게 공헌하는 요소가 되었다. "경량 경장갑, 내탄 성능의 열세는 운동 성능의 우세로 보충한다"라는 기본 설계 사상은 이후 오브군의 주력 모빌 슈트(MS)에게로 계승된다.
팔 부분
각 부위의 원통형 부분은 모터가 된다.
다리 부분
다리의 뒷면에는 고무제 파츠도 사용하고 있다.
머리 부분
양 측면(이겔슈테른 기저부)을 남긴 "중심만=센서나 마스크 류의 부위"를 분리할 수 있는 구조로 되어 있다. 교환 가능한 헤드 유닛도 존재한다.
등 부분
등에는 다관절 암에 의해 필요에 따라 허리 뒷면의 꼬리 모양(테일) 파츠까지 슬라이드하는 가동식 백팩을 가지고 있다. 테일 파츠는 백팩 및 라이플의 마운트 공간 및 전원 케이블 결합부이며, 제공된 플러그를 통해 배터리를 충전한다.
옵션 파츠도 다수 설계되어 있었지만 실제로 오브군의 손으로 제작되지는 않았고, 결국 블루 프레임의 컴퓨터 내에 데이터로 한정적으로 남게 되었다.

### 무장
75mm 대공 자동 발칸 포탑 시스템 이겔슈테른
초기 GAT-X 시리즈에 채택된 것과 거의 동일하다. 차이로써 발사시 개방되는 상하 가동식 커버를 가지고 있다.
빔 라이플
후에 개발된 M1 아스트레이가 가지고 있는 71식과 혼동될 수도 있지만, 세부적인 면에서 차이점을 볼 수 있는 프로토아스트레이 시리즈의 독자적인 디자인을 가지고 있다. 포어 그립은 스트라이크 건담의 것과 마찬가지로 수평 위치까지 움직일 수 있다. 사용하지 않을 시에는 등 부분의 테일 파츠에 마운트가 가능하다.
또한 설정상에서는 총신 하부에 그레네이드가 구비되어 있다고 한다.
빔 사벨
연합 측의 빔 사벨과 차이는 거의 없지만, 그립이 원통형이 아니라 평평한 타원형이다. 코믹판에서는 비록 강력해도 에너지 소모가 극심하다는 점에 스포트라이트가 맞춰져 일부러 사용하지 않는 묘사나 대체할 수 있는 무기를 가지는 묘사를 많이 하는 것이 애니메이션 본편과 대조적이었다.
사용하지 않을 시에는 자유롭게 탈착할 수 있는 한 쌍의 사벨용 홀더에 1개씩 꽂아 그것을 본체 뒷면의 견갑골 및 리어 아머 부근에 구비된 작은 사다리꼴 래치를 사용하여 장착하는 모습과 백팩의 뒷면에 장착하는 모습의 2가지 형태를 볼 수 있다.
광전구 (광뢰구)
설정집에서는 "빔 에너지 호우전"이라고도 각주되며, 작품 내에서는 레드 프레임만이 사용하고 있는 팔 부분의 내장된 능력이다. 어느 때 실수로 가베라 스트레이트로 빔 사벨용 에너지를 보내서 일어난 사고에서 공급되어야 할 하전 입자 등이 암 외장부에 대전되면서 발견되었다.
어디까지나 위협 용도이기 때문에 골드 프레임과의 전투 시에 풀 파워로 사용한 레드 프레임은 골드 프레임의 오른팔을 대파시켜 버려 헬리오폴리스로 회수되고 있던 골드 프레임의 팔을 이식하게 만드는 원인이 되었다.
대 빔 실드
스트라이크 건담 등이 가지고 있는 것과 같은 모양의 실드이다. 페이즈 시프트(PS) 장갑이 없고 내탄 성능이 낮은 아스트레이에게는 실체탄을 방어하는데 있어서 중요한 장비이다.

### 비고
명칭에 대해서
"어스트레이"라고 하는 이름을 명명한 것은 개발, 설계를 담당한 에리카 시몬즈로, 기술 도용이라고 하는 사도(邪道, 왕도가 아니다)인 수단으로 개발된 것에서 유래하는 것이지만, 또 하나는 그녀가 평소에 세계 정세와 자신의 입장을 한탄하며 "I was led astray by bad directions. (어설픈 길 안내로 나는 길을 잃어버렸다.)"라고 느끼고 있었다는 유래가 있다. 로우는 이 명칭을 "사람을 살리기 위한 기계=무기에서 벗어난 것"이라고 하는 의미로 사용하고 있으며, 어스트레이 시리즈에 한정하지 않고, 이른바 "건담 타입"의 모빌 슈트(MS)도 포함해 "어스트레이"라고 부르고 있다.
또한, 기체마다 "~ 프레임"이라고 하는 호칭은 로우가 어스트레이를 프레임 색으로 부르던 것이 그대로 정착된 것이다.
디자인에 대해서
공식 홈페이지 등에 게재되고 있는 것이 결정 화고이며 가장 널리 퍼져 있는 설정화이지만 ASTRAY 시리즈 기획 스타트 직전에 공개된 검토 화고에서는 얼굴 모습, 사이드 아머, 포징 등에 약간의 차이가 보인다. 2004년에는 OVA 전용 설정화(정면 방향의 포즈)가 그려졌다.
2009년에 건담 프라모델 〈1/60 PG 아스트레이 레드 프레임〉의 특집을 편성한 《전격 하비 매거진》에서 선보인 골드 프레임, 레드 프레임, 블루 프레임의 컬러 화고에서는 어깨 너비로 선 다리에 중심을 두는 매시브한 스타일이었던 기존의 디자인에서 가볍게 무릎을 구부려 자연스럽게 서는 바디 라인의 슬림화, 후두부 양측면, 종아리 양측면, 백팩 양측면(말단) 등의 일부가 정수리의 메인 센서와 같은 클리어 그린 파츠화, 금속질의 광택감을 갖는 얇은 프레임 색으로의 변경 등이 실시된 밀도 높은 디자인이 되었다.

## 건담 어스트레이 골드 프레임
오브에서 스페셜기를 나타내는 금색의 프레임을 가지고 있다. 다른 어스트레이와 달리 양팔의 손바닥에 증설된 연합의 모빌 슈트(MS)와 공통의 무기 접속 플러그를 갖고 있기 때문에 듀얼 건담을 비롯한 G 병기 등의 전용 웨폰을 프로텍트의 해제 없이 사용할 수 있다.
헬리오폴리스에서 탈출 시에 퇴로를 열기 위해 게이볼그를 사용했을 때 불충분한 정비로 인해 오른팔이 버스트를 일으켜, 기체에 미치는 악영향을 막기 위해서 오른팔을 분리하여 상실하고 만다. 원래는 탈출 시에 내추럴용의 OS의 데이터와 옵션 장비의 데이터도 본 기체에 복사되어 반출될 것이었지만, 데이터량이 많아 복사하지 못하고 레드 프레임과 블루 프레임에 베껴지게 되었다.
작품 내에서의 활약
헬리오폴리스 습격 당시에 본국으로부터의 처분 명령을 무시하고 론도 기나 사하크가 자신의 야심을 위해 가져갔다. 처음에는 아스트레이 시리즈의 모든 기체를 가져가려고 했지만 헬리오폴리스에 대한 자프트의 습격이 시작되어 버려서 기나는 선행해서 본기에 탑승해 탈출하였다. 이 때 남겨진 골드 프레임의 오른팔을 줍게 된 로우 귤은 레드 프레임과 블루 프레임의 발견에 이르게 되었다. 이 오른팔은 뒤에서 서술하는 바와 같이 레드 프레임의 수리에 사용된다.

### 건담 어스트레이 골드 프레임 아마츠 (미완성)
손실한 오른팔은 오브 근해에서 극비리에 회수한 GAT-X207 블리츠 건담의 것으로 대체하고, 레드 프레임에 의해 파괴된 머리는 새롭게 제작한 모노아이 내장 타입으로 교체한 개수기이다. "天"은 "아마츠"라고 읽는다.
오른쪽 어깨 아머의 상부에는 붉은색 라인이 그려지고 오른팔의 매니퓰레이터의 손가락 끝은 예각화되어 있다. 블리츠 건담의 능력을 획득하는 데 성공했기 때문에, 전신은 미라쥬 콜로이드를 정착, 사용하기 위해 장갑이 검은색으로 되었고, 오른팔만 페이즈 시프트(PS) 장갑을 전개시킬 수 있게 되었다. 기가 플로트에서의 전투에서는 오른팔만 지운 상태에서 베어들어오는 가베라 스트레이트를 잡아 갑자기 공간에서 정지한듯한 착각을 주는 등 레드 프레임을 농락했다.
아직 조정 상태이며, 기가플로트 공방전에서부터 제3차 빅토리아 공방전까지의 기간에 오른쪽 어깨 부분의 미세 개수나, 후술하는 "트리케로스 改"로의 장비 교환이 행해졌다.

### 건담 어스트레이 골드 프레임 아마츠
아마츠의 완성형이다. 본체의 형상은 미완성 상태와 비교했을 때 큰 변화는 없지만, 등에 장비된 "마가노이쿠타치"로 인해 이미지가 크게 달라져 보다 화려해졌다. 덧붙여서 "마가노이쿠타치"는 파츠 상태로 궤도 위성 "아메노미하시라"로 운반되어 거기서 본체에 조립되었다. 미완성 상태와의 차이는 등 부분 유닛과 왼쪽 어깨 부분의 안정익, 그리고 넥가드이다.
공순 시스템 "트리케로스 改"
블리츠 건담의 오른팔과 함께 회수한 트리케로스를 개조한 것이다. 형태는 변경되었지만, 탑재된 무기는 동일하다. 실드의 가장자리는 일부가 날카롭게 되어, 실체 블레이드로 사용할 수 있게 되었다. 또한 빔 사벨은 "50mm 고에너지 빔 라이플"의 포구에서 빔 날이 형성되는 타입으로 일원화되었다.
마가노이쿠타치
미라쥬 콜로이드 기술을 응용한 프로토 타입의 비살상용 병기이다. 미라쥬 콜로이드를 공간에 살포하고 그것을 캐리어로 삼아 적의 배터리를 강제 방전시킨다. 나아가 방출된 전기를 자기에게 충전하는 것이 가능하다. 다만 C.E. 71년에 실제 무장 단계에서는 공간에 살포된 콜로이드를 소실하는 비율이 높았기 때문에 완전한 실용화에는 이르지 못했다. 이 때문에 C.E. 71년에 등 부분에 장비된 날개 모양의 디바이스를 적기에 접촉시켜 적기 내로 보낸 미라쥬 콜로이드 입자에 의해서 적기와 자기를 실제와 비슷하게 연결시켰다. 배터리를 강제 방전시켜 자기의 에너지로 흡수하는 타입이 되었다. 그 후 《기동전사 건담 SEED VS ASTRAY》의 시대에서 미라쥬 콜로이드 제어 기술의 향상에 의해 접촉하지 않고도 강제적으로 방전할 수 있게 되었다.
원자로 탑재형 모빌 슈트라도 전력 생산량을 초과한 방전을 시킬 수 있기 때문에 이 장비의 효력을 사용해 적기를 기능 정지로 몰아넣을 수 있다. 이 유닛은 등 부분에 전개하는 것으로 날개로서도 기능하며, 본 장비의 개량형 카피로 만들어진 마가노이쿠타치 스트라이커에서는 미라쥬 콜로이드 제어의 역장도 공력 제어에 이용하는 것으로 보다 높은 기동성을 부여하고 있다.
덧붙여서 "마가노이쿠타치(マガノイクタチ)"는 한자로 "禍ノ生太刀"라고 기재하며, "적에게 화를 입히고, 스스로를 살리는 무기"라는 의미를 지니고 있다.
마가노시라호코
마가노이쿠타치에 부속되는 사출 무기로 예리한 창을 사출한다. 끝부분이 페이즈 시프트 장갑으로 되어 있어 사출 시에 페이즈 시프트가 되어 견고해지기 때문에 비PS장갑에 대해 높은 위력을 갖는다. 또한 와이어로 본체와 연결되어 있기 때문에 여러 번 사용할 수 있다. 다만 사출되는 선단부에는 버니어가 없기 때문에 사출 후의 퀘도 컨트롤은 원칙적으로 할 수 없다. 하지만 파일럿인 론도 남매는 뛰어난 사용 기술을 구사하여 사출 후에 마가노시라호코를 어느 정도 컨트롤할 수 있다.

### 건담 어스트레이 골드 프레임 아마츠 (완전체)
《기동전사 건담 SEED ASTRAY 스페셜 에디션》에 등장한다. 모르겐레테사가 당초 예정하고 있던 아마츠의 완성형(형식 번호: MBF-P01-Re<AMATU>)이다.
블리츠 건담의 팔로부터 해석된 PS 장갑과 미라쥬 콜로이드 시스템을 응용해 모두 신규 제로의 오리지널 파츠로 개발될 예정이었다. 그러나 기나가 출격을 서두르는 바람에 블리츠 건담의 팔을 이식해서 사용하게 되었고, 실제로 만들어지지는 않았다. 양팔이 블리츠 건담의 것과 가깝게 되었으며, 다리 부분도 추가 장갑이 앵클 가드만 있는 것 외에는 이후의 아마츠 미나와 같은 형태이다. 또한 허벅지 전면의 장갑 디자인이 PG의 디테일을 갖췄다.

### 건담 어스트레이 골드 프레임 아마츠 미나
건담 어스트레이 레드 프레임 및 건담 어스트레이 블루 프레임 세컨드 L과의 싸움에서 손상된 골드 프레임 아마츠를 오브 관할의 우주 스테이션 "아메노미하시라"에서 개조한 기체이다. 개수된 기체는 개조 전의 아마츠와 구별하는 의미도 가지며, 탑승자인 론도 미나 사하크의 이름을 따서 호칭되었다.
아마츠와 다른 주요 개수점은 다리 부분의 강화 및 무장의 추가이다. 다리 부분은 프레임 기구가 노출되어 있는 앞쪽 면을 GAT-X207 블리츠 건담에 가까운 형상의 추가 장갑으로 덮고, 하이힐 형태의 신형 발목 유닛으로 교체되었다. 이것은 당초의 수복 시에는 아마츠와 같은 것이 사용되었지만 가동 시험 중에 우연히 만난 ZGMF-X11A 리제네레이트 건담과의 충돌 시에 다리 부분이 파괴되었기 때문이다. 덧붙여 외형상으로는 판별할 수 없지만, 내부 구조도 상당히 개수가 가해져 전체적으로 약 30% 정도의 스펙 향상이 전망된다. 대기권 내를 비행하는 것도 가능해, C.E. 73년대의 최신예기와도 충분히 서로 경쟁할 수 있는 잠재력을 가지고 있어서 작품 내에서도 톱 클래스의 기동력을 가지고 있다고 할 수 있는 델타 아스트레이를 단번에 물리쳤다(이것은 당연히 파일럿인 미나의 높은 기량에 의한 것이라고도 말할 수 있지만). 또한 "천공의 선언" 후 자프트의 탈영병이 잠복해 있던 마을에 자프트의 정규군이 바비를 이용해 공격을 하고 있을 때 갑자기 내려와 바비를 단번에 물리치고 마을을 지켰다.
무장류에는 미나의 "천공의 선언"에 찬동하는 자들을 지킨다"라고 하는 목적이 반영되고 있어, 적 기체에 데미지를 주지 않고 행동 불능에 빠뜨릴 수 있는 마가노이쿠타치도 포함해 상대에게 필요 이상의 데미지를 주지 않고 적 파일럿의 목숨을 빼앗지 않아도 되도록 배려가 되어 있다.
츠무하노타치
왼쪽 팔뚝 부분에 고정된 발톱 모양의 무장이다. 이 추가 무장은 지금까지의 실전 결과에서 격투전이 되는 상황이 많았기 때문에 오른팔에 고정된 트리케로스 改의 활용도가 나쁜 것을 보충하기 위한 것이라고 추측할 수 있다.
적 기체에 걸이 밸런스를 무너뜨리거나 자유를 빼앗아 큰 데미지를 주지 않고 승리하기 위한 무장이다.
명칭은 야마타노오로치의 꼬리 속에서 나온 것으로 알려진 검인 츠무가이다이토(都牟刈大刀)에서 유래하였다. 이것이 후에 천총운검(天叢雲剣, 아마노무라쿠모노츠루기) 또는 쿠사나기의 검이라고 불리게 되는 검이다.
토츠카노츠루기
죄우 허리에 장비된 실체검이다. 츠무하노타치와 마찬가지로 근접전에서의 전투력 강화를 위해 추가된 것으로 보인다. 레이피어와 같은 날씬한 실체검으로 적기의 센서나 관절부 등을 노리고 사용되지만, 구조상 결코 견고하다고는 말하기 어렵고 베는 듯한 공격에는 적합하지 않다. 따라서 사용자에게 높은 기량이 요구된다.
앞서 서술한 바와 같이 핀 포인트로 적 기체의 약점을 공략할 수 있기 때문에 미나와 같이 높은 기량을 가진 파일럿이 사용하면 적 파일럿에게 큰 데미지를 주지 않고 기체를 행동불능으로 만들 수 있다.
명칭은 스사노오노미코토가 야마타노오로치를 퇴치하는 데 사용했다고 하는 검 토츠카노츠루기에서 유래하였다.
오키츠노카가미
빔 실드와 빔 소드의 기능을 겸비한 멀티 웨폰으로 창과 같은 형상을 하고 있다. 빔 발진 장치의 베이스는 와이어로 사출될 수 있으며, 빔 소드 시에는 채찍처럼 사용할 수 있다. 왼쪽 팔뚝 부분에 츠무하노타치로 환장되는 형태로 장비된다. "천공의 선언" 후 찬동하는 이들을 무조건 지키기 위해 단기간에 상당한 전투를 벌였고, 그로 인한 기체의 손상 상태를 본 윤세환에 의해 개발되었다. 빔 실드는 로우 귤에 의해 초래된 "아르뮈레 뤼미에르"의 기술을 응용한 것이다.
명칭은 십종신보의 하나인 오키츠카가미에서 유래하였다.
월간 하비 재팬 2006년 10월호에서 처음으로 소개되었다.

### 건담 어스트레이 골드 프레임 아마츠 하나
《기동전사 건담 SEED ASTRAY 천공의 황녀》에 등장한다. 형식 번호는 MBF-P01-Re3이다. 사하크 가문의 당주를 잇게 된 카자하나 야자가 론도 미나 사하크로부터 양도받은 아마츠 미나의 개수기이다. 재개수를 고려하고 있었기 때문에 무장면은 그대로이고, 머리 페이스 부분을 제외한 장갑의 검은색 부분을 아스트레이 개발 당초의 흰색으로 다시 도장하고, 오른팔 부분의 페이즈 시프트(PS) 장갑도 거기에 맞추어 가동 시에는 흰색으로 변색되도록 조정되었다. 또한, 카자하나가 모빌 슈트(MS) 조종 기술을 가지고 있지 않기 때문에 당주 후보였던 라스 윈슬렛이 메인 파일럿으로 카자하나는 서브 파일럿으로 탑승하는 복좌식이 되었다.

### 건담 어스트레이 골드 프레임 아마츠 하나 버전 하나
〈메탈빌드〉에서 설정된 아마츠 하나의 본래의 개수 플랜이다. 형식 번호는 MBF-P01-Re3<HANA>이다. 무라쿠모 가이와의 모의전의 데이터를 바탕으로 센서 계통의 강화나 실체검 "아메노무라쿠모"의 추가 장비 등이 계획되고 있었지만, 마침 그때 기체가 대파되어 아마테라스로 개수되었기 때문에 플랜 상의 존재로 그치게 되었다.

### 건담 어스트레이 골드 프레임 아마테라스
《기동전사 건담 SEED ASTRAY 천공의 황녀》에 등장한다. 형식 번호는 MBF-P01-Re3<AMATERASU>이다. 페어네스 츠바이쿠레가 라스를 위해 아마츠 하나를 개수한 기체이다. 당초의 명칭은 "아마츠 하나 改"였지만, 라스가 카자하나로부터 "천공의 황녀"를 이어 받으면서, "라스의 기체"라는 의미로 미나에 의해 새롭게 명명되었다.
아마츠 하나까지의 주요 장비는 모두 떼어 내고, 양팔은 좌우 대칭의 것으로 교체, 머리 부분의 유닛도 왕관을 받은 듯한 흰색을 기조로 한 것으로 변경되는 등, 아마츠의 화려한 모습에서 일변한 신령스러운 모습으로 바뀌었다.
야타가라스
마가노이쿠타치 대신 등 부분에 장착하는 독립 지원 유닛으로, 개수에 사용한 레어 메탈 Ω의 대부분은 여기에 사용되었다. 카자하나의 탑승을 전제로 하여 콕피트가 설치되어 있고, 아마테라스 본체의 콕피트는 원래의 단좌로 되돌려졌다. 부아튀르 뤼미에르를 개량한 "네오 부아튀르 뤼미에르"가 내장되어 있어 태양풍이나 빔의 변환 외에 레이저 추진도 가능하다. 또한 스타게이저처럼 빛의 링을 형성하고 그것을 날림으로써 공격에도 전용할 수 있다. 작품 내에서는 양전자포를 받아 자신의 파워로 변환하는 능력도 선보였다.
택티컬 암즈 Ω 골드&실버
로드 아스트레이 Ω에 대항하기 위해 로우가 운 노우의 협력 하에 제작한 금과 은의 2개의 대검으로, 정크길드의 손에 넘어간 레어 메탈 Ω가 사용되고 있다. 종래의 택티컬 암즈와 마찬가지로 드라군 단말기의 기능도 내장되어 있어 작품 내에서는 턴 레드에게 도난당했을 때 무라쿠모 가이가 탈환하기 위해 사용하고 있다.

### 건담 어스트레이 아미츠 미나 C
《기동전사 건담 SEED ASTRAY 천공의 황녀》에 등장한다. 아마츠 하나의 양도 후의 미나의 기체로서 새롭게 제조된 아마츠 미나의 복제기이다. 형식 번호는 MBF-P01-Re2C이다. 양팔을 프로토어스트레이와 동일한 규격의 형상으로 만든 사정상, 오른판의 페이즈 시프트(PS) 장갑과 트리케로스 改는 장비하고 있지 않지만, 다른 장비는 대체로 원형기를 답습하고 있다.
〈메탈빌드〉에서 설정이 정해졌으며, 미라쥬 콜리이드 제어용 안테나 "카무도노츠루기 아마츠"를 양 어깨에, 트리케로스를 토츠카노츠루기 내장형으로 재설계한 "트리케로스 아마츠"를 오른팔에, 오키츠노카가미를 개량해 저전력, 성능 강화를 실현한 "오키츠노카가미 아마츠"를 2기 장비하는 것이 밝혀졌다. 또한 이들 장비는 아마츠 하나에 대한 피드백을 예정하고 있었지만, 개조 플랜이 갑자기 아마테라스로 변경되는 바람에 백지화되었다. 또한 아마테라스에서 제외된 블리츠 건담의 오른팔이 발레리오 발레리(별칭 더블 브이(VV))를 경유하여 페어네스에게로 돌아왔기 때문에, 이후는 오른팔을 이쪽으로 환장하고 있다.

## 건담 어스트레이 레드 프레임
헬리오폴리스 붕괴시 정크길드의 로우 귤에 의해 발견되어 그의 전용기가 된다. 프레임의 색인 빨간색은 오브에서 내추럴용의 기체를 나타내는 색으로 내추럴이 조종하는 것을 전제로 개발된 검증기이다. 애니메이션 《기동전사 건담 SEED》 본편의 제1기 오프닝에 게스트로 출연하고 있다.
작품 내에서는 앞서 내추럴 단독의 조종기가 되었지만, 로우는 자아를 가진 인공지능 양자 컴퓨터인 "8(하치)"를 시스템에 연결해서 서포트를 받고 있다. 베이스 OS에도 적극적으로 손을 보고 있으며 운 노우 노인에게서 전수받은 검술이나 팔극권 같은 데이터 등, 다양한 정보를 덮어쓰고 있다.
선행 3기의 어스트레이 중에서도 원형을 간직하고 있는 편이지만, 오른팔은 골드 프레임과의 첫 전투에서 대파되어 이후 헬리오폴리스에서 회수된 골드 프레임의 오른팔로 대체하여 수리된다. 또한 C.E. 73년경에는 통상의 외관 그대로 "파워 실린더"를 짜넣어, 프레임의 출력과 내구성을 향상시키고 있다.
《기동전사 건담 SEED FRAME ASTRAYS》에서는 전신에 붕대를 감은 모습으로 등장하는 데, 레드 프레임과 함께 좋든 나쁘든 유명인이었던 로우 자신과 중립적인 입장인 정크길드라는 신상을 감추기 위한 것이었다. 단순히 "눈에 띄고 싶었기 때문"이라는 이유로 라이고우와 지스트 전용 시구에 기습을 가하지만, 위장이 벗겨지자 서둘러 퇴각했다. 이 디자인은 《전격 하비 매거진》에서 발표된 〈ASTRAYS 아시아퀸 모형 콘테스트 한국 대회〉의 1위 작품이 바탕이 됐다.
가베라 스트레이트
그레이브 야드에 남아 있던 MS용 우치카타나이다. 《기동전사 건담 SEED ASTRAY R》에서 처음으로 등장하며, 운 노우가 약탈자를 격퇴할 때에 사용해, 파손되어 버린 것을 로우가 수복해, 레드 프레임의 장비로 삼았다.
그 도신은 굉장히 예리한데, 빔도 갈라내며 진을 일도양단했을 정도이다. 그러나 처음에는 그 예리함을 충분히 이끌어내지 못하고, 레드 프레임의 OS에 운 노우 영감의 움직임을 입력하여 기체 자체에도 일본 검술에 대응할 수 있는 조정이 더해졌다(로우 자신도 운 노우 영감으로부터 칼의 실전 지도를 받았다). 이후 에너지 소비가 큰 빔 사벨 대신 레드 프레임의 메인 무기로 사용되고 있다. 또한 토키타 코이치의 만화판 《기동전사 건담 SEED ASTRAY》 첫 번째 작품에서는 기나가 탑승하는 M1 아스트레이가 딱 한 번 이 칼을 휘둘렀지만 상기의 이유로 인해 팔에 너무 부담이 가서 부서져 버렸다.
그러던 중, 건담 어스트레이 골드 프레임 아마츠와의 전투에서 부러지고 만다. 고전하면서도 빌린 택티컬 암즈의 힘으로 결판이 나려고 하는 상황에서 로우에 대해 패배를 인정하지 않는 기나느 뒤에서 빔 라이플을 쏘았지만, 운좋게도 거기에 부러져 있던 가베라 스트레이트의 파편이 빔을 막아주어 주인인 로우의 목숨을 구했다. 이후 그레이브 야드에서 다시 복원되어 더욱 강인한 칼로 거듭났다.
명칭은 "키쿠이치몬지 노리무네(菊一文字則宗)"에서 유래하는 해당 글자의 뜻을 영어로 풀어쓴 것이다. 가베라(gerbera)는 국화를 의미하고, 스트레이트(straight)는 한자 일(一)을 의미한다.
일본도를 갖게 하자는 아이디어는 사사키 신(선라이즈)의 발안으로, 디자인은 만화가 토다 야스나리가 담당했다. PV 애니메이션 《기동전사 건담 SEED ASTRAY RED FRAME》에서는 칼집을 허리에서 빼서 납도하고 있다. 잡지 기사에 의하면 이 애니메이션의 감독인 야타베 카츠요시는 레드 프레임의 프라모델로 검증한 결과, 칼을 뽑을 수 없는 구조임을 깨달았다고 한다.

### 샐비지 타입
《기동전사 건담 SEED ASTRAY R》에 등장한다. 자프트 수중용 모빌 슈트(MS) 군의 외장갑을 개수한 즉석의 잠수 장비이다. 레드 프레임의 상반신을 군의 외장갑으로 덮음으로써 수압에 견디는 능력을 향상시켰지만, 반면 기동력은 큰 폭으로 저하되었다. 일반적인 팩의 상태에 대해서는 설정 화고에서 불분명하고, 슬라이드 시킨 상태와 떼어낸 상태의 2종류의 해석이 존재한다. 가베라 스트레이트는 허리에 장비할 수 없기 때문에 오른쪽 뒷부분에 설치하고, 사용 시에는 증설한 작업용 매니퓰레이터를 이용한다. 긴급 시에는 장갑을 이탈시켜 기동력을 되찾을 수 있지만 수중전은 상정하지 않았기 때문에 장갑이 이탈한 후에 콕피트가 침수되었다. 등 부분의 추진기는 장갑 이탈 후에도 장비하고 있다.
《기동전사 건담 SEED DESTINY ASTRAY R》에서는 탈착이 가능한 버전 업판이 등장한다(1회용이 아닌 재활용이 가능).

### 플라이트 유닛
오브에서 레드 프레임의 수리와 그 때 의뢰받은 아크엔젤의 수리를 했을 때 양도받은 M1 아스트레이의 백팩을 레드 프레임용으로 독자적으로 개량한 장비이다.
본체 측의 백팩은 기능대로 아래 쪽으로 슬라이드되며 등의 빈 공간에 에일 스트라이커처럼 도킹된다. 덧붙여 빔 사벨도 기능대로 아래쪽으로 이동시기고 있을 뿐이므로 사용에 문제는 없지만, "플라이트 유닛 장비 시에는 사용할 수 없다"라고 착각하기 쉽다. 게다가 자료에 따라서는 M1A 어스트레이의 것을 사용하고 있다는 기술도 있지만, 이것도 잘못된 것이다.
시험 운용 시에는 M1 어스트레이의 백팩을 부착했을 뿐이었지만, 나중에 흡기 인테이크와 연료 탱크 겸용 윙이 추가되어 대기권 내에서의 체공 시간과 항속 거리를 비약적으로 늘리는데 성공했다. 플라이트 유닛은 본체와 분리되어 비행할 수도 있다(단, 하치의 서포트가 필요하다). 덧붙여 작품 내에서의 묘사는 전무하지만, 원래 M1 아스트레이의 백팩은 대기권 내외를 불문하고 사용할 수 있는 장비이고, 관련 게임인 《SD건담 G제네레이션》 시리즈 등의 게임 내에서는 우주 공간의 스테이지에서도 문제없이 기능하고 있다. 《기동전사 건담 EXTREME VS》 시리즈에서는 이 형태가 기본 형태가 되고 있다.
나중에 메탈빌드 오리지널 MSV(모빌 슈트 베리에이션) 기획으로 설정된 얼터너티브 프로젝트의 일환으로 드라이그 스트라이크 건담에서도 운용 가능한 사양이 만들어지고 있다.

### 파워 로더
《기동전사 건담 SEED ASTRAY R》에 등장한다. 가베라 스트레이트 Vol.2를 사용하기 위해 만들어진 장비이다. 로우가 ZGMF-X09A 저스티스 건담과 미티어의 도킹을 목격하고 이를 아이디어로 해서 제작했다.
레드 프레임보다, 수 배 이상 큰 대형 로봇으로, 몸체부에 합체한 레드 프레임이 실제로 가베라 스트레이트를 잡아, 그 움직임을 파워 로더에 트레이스시켜 운용한다. 평상 시는 상반신과 하반신의 2개로 나누어 리 홈에 격납되어 있다. 또한, 각각의 파츠는 레드 프레임 외에 워크스 진이나 바쿠 改 등의 모빌 슈트(MS)와 도킹해 코어로서 제어하는 것에 의해 작업용 중장비로서도 운용이 가능하다. 사람 형상의 MS 본체가 몸체부에 도킹하는 그 모습은 동명의 작업용 기계에 가까운 풍모를 지닌다.
파워는 있지만 워낙 거구이기 때문에 기동성이 열악해 일반적인 전투에 쓸만한 것은 아니었던 것 같다. 리제네레이트 건담과의 전투에서 일부가 파괴되었다.
가베라 스트레이트 Vol.2
《기동전사 건담 SEED ASTRAY R》에 등장한다. 지구에 낙하한 운석에 포함되어 있던 레어 메탈 Ω(오메가)를 모두 사용해 만든 전체 길이가 150m가 넘는 일본도이다. 통칭 "150(원 피프티) 가베라"로 불린다. 그 파괴력은 플랜트의 샤프트를 두 동강이 내고, 드레이크급 호위함을 꼬치처럼 꿰었을 정도였다. 《기동전사 건담 SEED DESTINY R》에서는 대기권 밖에서 지표로 낙하하는데 낙하 시의 압축 공기조차 찢어져 공력 가열의 영향도 받지 않고, 흙먼지도 일으키지 않은 채 지표에 박혔다. MS용 장비로서는 초대형의 사이즈와 중량 때문에 레드 프레임이 그대로 사용하면 비록 무중력 혹은 그에 가까운 저중력 공간이라도 발생하는 관성 모멘트 등에 양팔이 견디지 못하고 손상되고 만다. 때문에 이 장비를 다르는 전용으로 파워 로더나 파워드 레드, 파워 실리더를 내장한 강화 암이 제작되었다. MS가 운반할 수 있는 사이즈가 아니기 때문에 평상 시에는 리 홈의 우현 쪽에 고정되어 있다.
《기동전사 건담 SEED ASTRAY 천공의 황녀》에서 아메노미하시라의 트러블을 멈추게 하기 위해 150 가베라를 무리하게 사용한 결과 3개의 큰 파편으로 부서져 각각 페어네스의 개인 소유, 정크 길드, 플랜트의 손에 넘어갔다. 이들은 각각 로드 아스트레이 Ω와 골드 프레임 아마테라스, 택티컬 암즈 Ω, 로드 아스트레이 Z의 소재로 재사용되고 있다.

### 파워드 레드
레드 프레임의 양팔에 장 캐리가 개발한 강화형 구동 시스템 "파워 실린더"를 단 형태이다. 양팔 외에 사람의 척추와 등 근육에 해당하는 프레임류가 함께 강화되어, 이로써 파워 로더를 사용하지 않고 가베라 스트레이트 Vol.2(150 가베라)를 다룰 수 있게 되었다. 외형은 그야말로 보디 빌더다운 근육질이다. 사용 시에는 각 부분이 전개된다.
이 기체는 일반적인 모빌 슈트(MS)와는 비교가 되지 않을 정도의 파워를 가지고 있어서 가베라 스트레이트 Vol.2를 휘두르는 것 외에도, 단순한 타격 공격(펀치)만으로 상당한 데미지를 줄 수 있어, PS 장갑을 가진 기체라도 내부 메카는 무사할 수 없다. 로우는 정크길드로서의 감으로 약점을 간파하고 자칭 "붉은 일격(레드 플레임)"으로 리제네레이트 건담의 내부 기능을 파괴, 행동 불능으로 만들어 연합의 세력권 내로 날려버렸다(동질의 기술로 배리 호가 사용하는 "권신(拳神)"이 있다.
본래의 가베라 스트레이트(Vol.2가 아님)도 장비하고 있어 왼팔 관절의 슬릿으로부터 늘어나는 암에 칼집마다 마운트되어 있어 사용 시에는 허리 근처에서 끌어내어 발도한다. 또한 오른팔 쪽의 슬릿은 뚜껑에 끼워서 막아, 암은 없다.
나중에 파워 실린더가 소형화되어 일반 팔에 설치되었기 때문에 이 파워드 레드의 파츠는 리 홈 내에 처리되고 있었지만, 《기동전사 건담 SEED DESTINY ASTRAY R》에서는 로우에 의해 개조되어 실린더의 출력이 3배로 개량된 모습으로 등장했다. 이 개량형을 로우는 "슈퍼 파워드 레드"라고 불렀지만, 외견 상의 차이는 없다.
150 가베라 스트레이트 [파워]
게임 《기동전사 건담 EXVS.MAXI BOOST ON》에서 설정된 장비로 《기동전사 건담 SEED ASTRAY 천공의 황녀》 및 《기동전사 건담 SEED DESTINY ASTRAY R》에서도 등장한다. 운용하는 파워드 레드 자체도 주먹이 대형화되는 등 세부적으로 변경이 가해지고 있다.
레어 메탈제의 검신이 부러져 버린 가베라 스트레이트 Vol.2의 남은 자루 부분을 개조해서, 자루의 머리 부분을 포구로 한 로엔그린을 장비하고 있다. 컬러는 흰색에서 검은색을 기조로 변경되었고, 거대한 배터리를 내장하고 있기 때문에 크기도 배 가까이 크다. 로엔그린 포 형태에서는 자루 머리의 포구를 덮고 있던 귀신 형상의 면이 빠져 가베라 실드가 되고, 자루나 칼날의 파츠가 전개되어 그립이나 방열판이 된다. 옵션의 로엔그린 런처와 달리, 발생하는 광축은 녹색으로 되어 있다(그래도 파워드 레드를 가지고 있어도 사선을 유지할 수 없을 정도의 위력과 반동이 발생한다). 배터리 팩의 덩어리이기 때문에 본체의 파워드 레드에 에너지를 공급하여 활동 시간을 연장하는 것도 가능하다.
가베라 실드
로엔그린의 포구 커버로 150 가베라 스트레이트 [파워]의 자루 머리 부분에 탑재된 귀신 형상의 얼굴이 새겨진 금색의 실드이다. 갖고 있는 실체 방패 외에 광파 방어 실드 "아르뮈레 뤼미에르"를 내장하고 있어 철벽의 방어력을 발휘한다. 파워드 레드의 등에 마운트하는 것도 가능하다.
가베라 툴
150 가베라 스트레이트 [파워]의 칼날 부분이 변형되는 2종의 툴이다. 칼날의 상하는 가동날이 달린 너클 모양의 가베라 툴 A, 좌우는 곡괭이 모양의 가베라 툴 B가 된다.

### 건담 어스트레이 레드 드래곤
《기동전사 건담 SEED DESTINY ASTRAY R》에 등장한다. 플라이트 유닛 장비의 레드 프레임에 로우가 개발한 멀티 툴인 칼레드볼프 3개와 칼레드볼프와의 연동을 전제로 한 드라이그 헤드를 장착한 형태이다. 플라이트 유닛에 전용 암을 통한 형태로 칼레드볼프를 장착하고 있어서 칼레드볼프가 날개를 본뜬 듯한 모습이 된다. 이 형태에서는 3개로 늘어난 칼레드볼프의 상승 효과에 의해 미라쥬 콜로이드 방출 제어 능력이 대폭 향상되고, 공중에서의 기체 제어 능력도 우수하다. 또한 미라쥬 콜로이드 입자를 사용한 기체의 자세 제어에 의해, 플라이트 유닛과 칼레드볼프를 1기만 장비하고 있는 상태라도 보통의 플라이트 유닛만 장비한 상태보다 안정된 공중 기체 제어가 가능하다. 레드 드래곤이라는 명칭은 칼레드볼프의 명칭의 원류인 웨일스의 전승에 있는 적룡에서 유래한 것이며, 기체의 형상도 이것을 모방해 만들어졌다.
덧붙여 처음의 디자인은 칼레드볼프 1기와 드라이그 헤드를 한 모습이었지만, 제작 스탭의 제안으로 "날개 모양으로 하고 싶기 때문에 양측에 1기씩 2기로 하자" → "양측 2기로 하면, 1기수로 하면 편익이 된다"는 과정을 통해 칼레드볼프 3기를 장비하게 되었다.
칼레드볼프
《기동전사 건담 SEED DESTINY ASTRAY R》에 등장한다. 별들의 캐러밴이 습격당한 사건의 직후에 행해진, 1년에 1번 열리는 정크길드 총회의 진귀한 시장에서 로우가 출품한 자작 장비이다. 나중에 정크길드에서 정식으로 양산, 발매되어 아메노미하시라에서도 라이센스 생산된다. 용접용 토치나 나이프, 커터를 조합한 다목적 툴이지만, 그 형상은 거대한 검 그 자체이며, 명칭도 전설의 성검 "엑스칼리버"의 이명이기 때문에, 전투 목적으로 전용할 수 있는 장비인 것은 명백하다. "민간 모빌 슈트(MS)의 무장화 금지"라는 규정에 따라 리미터로 전투 기능을 봉인하고 있지만, 이 리미터는 쉽게 해제가 가능하기 때문에 비합법의 아슬아슬한 장비임에는 틀림없다.
장비의 각 부위는 자유자재로 분해가 가능하며, 기본 형태의 S 모드 외에 조합을 바꿈으로써 사격용 G(건) 모드 등 여러 형태로 재조합할 수 있다. 장비에는 미라쥬 콜로이드 살포 장치도 내장되어 있어 입자로 관성력을 컨트롤하는 것으로 기체의 자세 제어에 이용하거나 살포한 입자를 제어하는 것으로 기체 주위의 공기를 컨트롤해서 기류를 만들어내 제트 분사처럼 추진에 이용함으로써 공중에서 거대한 물체를 휘둘러도 기체 밸런스를 무너뜨리지 않도록 자세 제어를 할 수도 있고, 동시에 미라쥬 콜로아드를 살포해 기체 주위에 미라쥬 콜로이드 공간을 형성함으로써 미라쥬 콜로이드끼리의 간섭을 유발하여 접근하는 적의 미라쥬 콜로이드 스텔스를 떼어낼 수도 있다. 또한, 이 미라쥬 콜로이드 공간은 침입한 적의 행동을 읽어내는 센서로 사용할 수 있어서 근거리전 한정이라고는 해도 미라쥬 콜로이드 공간 내에서는 눈으로 보고 감지하는 것보다 몇 초 빠르게 파일럿에게 적의 행동을 감지시키는 것이 가능하다. 또 주위에 전개된다는 특성상, 뒷면, 상하면 등의 사각으로부터의 공격에도 대응하고 있다. 일반 파일럿에게는 희소식이 되는 능력이다. 미라쥬 콜로이드에 의한 대 빔 코팅 기능도 갖추고 있어서 S 모드 시는 미라쥬 콜로이드를 실체검의 검신에 걸치게 함으로써 적의 빔 사벨의 미라쥬 콜로이드 자기장 형성 기능을 저해하고 일방적으로 빔 사벨을 이겨낼 수 있도록 되어 있다. 이것은 기존의 적의 빔 에너지가 크면 관통되는 빔 코팅과 달리 확실한 수단이다. 또한 이 기능을 잘 사용함으로써 빔 실드를 중화하는 기능도 할 수 있다. 로우는 장기적으로 최대 7가지의 기능을 부여하기 위해 추가적인 개량을 계속한다고 한다.
덧붙여 파워는 내장된 배터리로부터 공급되어 경량으로 빈 단자의 수도 많아 스스로 커스터마이즈도 할 수 있다. 그리고 리미터는 음성 입력으로 해제할 수 있으며, 이 이상이 없을 정도로 간단하다. 본 장비는 양산품인 이상 "누가 사용해도 간단하게 사용할 수 있는" 것이 중요시되어 설계되었다. 다만 다기능 양산품인 만큼 가베라 스트레이트 등이라면 실행할 수 있는 밀리미터 단위의 자재 절단 등과 같은 정밀한 작업에는 적합하지 않다. 또한 가격도 싸다. 설계자인 로우는 돈을 들이지 않고 다기능이며 고성능이라는 점이 설계에서 가장 고생한 점이라고 밝혔다. 또 개조 자체도 준비되었고, 나중에 제스 래블의 건담 아스트레이 아웃 프레임에 건네진 것은 건 카메라의 기능이 추가된 사양이었다.
원래는 《월간 하비 재팬》 2012년 4월호의 부록인 〈기동전사 건담 SEED 커스텀 키트〉의 1안이었던 것이 선라이즈 측으로부터 "온존하여, 다른 기회에"라고 되어, 《기동전사 건담 SEED DESTINY ASTRAY R》의 연재에 의해 부활한 것이다.
정식으로 양산, 발매되고 있는 사정상 레드 드래곤에만 취급할 수 있는 것은 아니고 나중에 얼터너티브 프로젝트의 일환으로 드라이그 스트라이크 건담에도 장비되며, 이쪽은 스펙상 최대 11기의 대량으로 장비하는 것이 가능해졌다.
드라이그 헤드
《기동전사 건담 SEED DESTINY ASTRAY R》에 등장한다. 로우가 설계한 헤드 유닛으로 칼레드볼프와의 연계를 전제로 미라쥬 콜로이드 제어 기능과 센서의 강화가 이루어지고 있다. 새로운 기능으로 빔 안테나를 탑재하였다. 사벨 기능 외에 빔으로 다양한 문자나 도형을 그릴 수 있다. 센서 기능도 강화되었다. 그 외의 기능이 내장되어 있지만 제작한 로우 자신도 잘 파악하지 못하고 있다.

### 건담 어스트레이 레드 프레임 마스 자켓
로우가 화성에 건너갔을 때, 레드 프레임을 강화 환장한 기체이다. 마스 자켓(Mars Jacket)은 MJ로 약칭된다.
평상 시에는 듀얼 건담의 어설트 슈라우드를 닮은 중장갑 아머를 전신에 장비해, 머리 부분의 안테나가 아래로 슬라이드 되는 것으로 모노아이가 나타나 외관은 자프트의 뉴 밀레니엄 시리즈의 기체와 비슷한 상태가 된다. 이 중장갑 아머 장착 시에는 단독으로 대기권 돌입도 가능하다. 비상 시에는 전신의 장갑을 강제 배제하는 것으로 본래의 높은 기동성과 전투력을 가진 기체가 된다. 전용 빔 라이플의 상부는 양날형의 빔 나기나타로서의 기능을 가지고 있다. 등에 있는 2개의 날개의 윙은 일본도 형상의 실체검을 1개씩 장비하고 있으며, 이 밖에도 고출력의 빔 포나 버니어로서의 기능도 가지고 있다. 또한 팔에는 하이페리온 건담의 기술을 사용한 빔 실드 발생 장치를 장비하고 있다. 물론 가베라 스트레이트를 차는 것도 가능하다.
로우 일행들이 화성에서 귀환할 때 리 홈에 동승하고 있던 화성 거주자 디아고 로웰(《기동전사 건담 SEED DESTINY ASTRAY》에서 처음에 상시 파일럿 슈트를 입고 있었기 때문에 정체불명이었다)이 유니우스 세븐 낙하 시에 마음대로 "빌려" 지구로 강하해 그대로 지상에서 사용한다. 최종적으로 레드 프레임 본체는 로우에게 반환되어 MJ 파츠는 정크길드 조합제의 시빌리언 아스트레이 JG 커스텀으로 바꿔서 디아고에게 양도되었다(마스 자켓 참조).

### 건담 어스트레이 레드 프레임 改
《기동전사 건담 SEED VS ASTRAY》에 등장한다. 네뷸라 블리츠 건담과의 전투로 파손된 레드 프레임에 라이브러리안과의 교전에서 대파된 턴 델타의 파츠를 짜넣어 가베라 스트레이트, 타이거 피어스, 택티컬 암즈 IIL 등 3가지 칼을 장비한 형태이다.
로우가 가지고 있는 기술의 집대성이라고 할 수 있는 모빌 슈트(MS)이며, 많은 코즈믹 이라의 MS 기술이 가득 담겨 있다. 다만, 드라군 시스템 등 본 기체의 기본 스펙 및 로우의 능력으로는 가동시킬 수조차 없는 장비도 포함되어 있어서 로우 자신의 기술을 "담을 수 있을 만큼 담아 넣는" 것이 우선시되어 탄생한 기체이다. 공격과 수비에 기능하는 택티컬 암즈 IIL의 존재에 의해, 마운트 장소 확보를 위해 백팩은 철거되었으며, 사벨을 포함한 라이플과 실드도 비휴대 형태가 되었다.
타이거 피어스
운 노우의 레드 프레임(레플리카)에서 회수한 검으로, 가베라 스트레이트와 같은 일본도 모양의 실체검이다. 사용하지 않을 시에는 허벅지의 조인트에 마운트해 둔다. 원래는 건담 프라모델 〈1/60 PG 건담 아스트레이 레드 프레임〉의 초회 한정판의 예약 특전으로 부속된 타도였다. 운 노우가 사용하는 칼과 같은 명칭이지만, 저쪽이 대도 가베라 스트레이트와 허리에 차는 호신용의 작은 칼인데 비해 이쪽은 거의 같은 사이즈의 장검이 되고 있다. 명칭의 유래는 가베라 스트레이트와 마찬가지로 실제의 일본도 "나가소네 코테츠(長曽禰虎徹)"에서 유래하는 코테츠(虎徹)의 영어 번역이다.
택티컬 암즈 IIL
블루 프레임 세건드 리바이스에 장비된 택티컬 암즈 II의 레드 프레임 사양이다. 원래는 택티컬 암즈 II를 만들었을 때 함께 만들어 둔 택티컬 암즈 II 改라고 할 수 있는 것으로, 마찬가지로 실체검, 총, 플라이트 유닛의 3가지 형태로 변형, 분리, 합체가 가능하지만 기본적인 마운트 방법은 후술하는 V 폼으로 변경되었다. 소드 폼은 그대로 등에 비스듬히 짊어지는 형태로 마운트가 가능(건담 프라모델에서는 택티컬 암즈 II에서도 가능)해, 3개의 검을 자유자재로 바꿔 싸우는 것이 가능하게 되었다. 개틀링 폼은 빔을 발사하는 애로우 폼으로 변경되었다. 플라이트 폼도 망토와 같이 비스듬히 뒤로 뻗은 형태에서 디바인 스트라이커나 제트 스트라이커와 같이 백팩 후방 상부에 수평 전개하도록 변경되었다.
또한, 골드 프레임 아마츠에 탑재되어 있는 "마가노이쿠타치"와 같은 기능도 탑재되어 있다. 본인이 말하기를 "출력 10배"라고 하지만, 출력 강화는 사실이지만 10배까지는 되지 않는 모양이다. 또한, 미라쥬 콜로이드 바이러스의 기능과 로엔그린 런처(별도로 뉴트론 재머 캔슬러의 준비가 필요하다)의 추가도 가능하다. 양자 통신에도 대응하고 있어 드라군 단말로 이용할 수 있다.
여기에 턴 델타에서 이식된 파츠를 통해 부아튀르 뤼미에르(VL)의 운용도 가능해졌으며, V자형으로 전개해 다른 폼으로 순식간에 전환이 가능한 V폼, V폼에서 ∇형상의 링을 형성해 부아튀르 뤼미에르를 전개하는 델타 폼이 추가되었다. 또한 부아튀르 뤼미에르의 공간 컨트롤 능력의 효과를 사용함으로써 애로우 폼으로 발사되는 빔의 궤도를 자유자재로 변경하여 이론상으로는 백발백중의 명중 정밀도를 실현하고 있으며, 레드 프레임을 중심으로 전개함으로써 전개 영역 내 다른 물체의 움직임을 감지하는 센서로도 기능한다. 부아튀르 뤼미에르를 최대한 이용하기 위해서는 핵동력이 필요하지만 앞으로도 탑재 예정은 없다.
그 외에 팔에 그대로 장착하여 작업용 암으로 하는 워크 폼이 있다. 가동에는 파워 실린더가 이용되고 있으며, 2개를 장비함으로써 파워 로더와 같이 운용할 수 있으며, 가위로 자르듯이 물체를 절단할 수도 있다.
빔 토치 건
택티컬 암즈 IIL의 그립 부분을 분리해서 빔을 이용한 토치로 사용할 수 있다. 용접 및 절단 작업에도 사용할 수 있다.

### 레플리카
라이브러리안에 의해 재생산된 프로토어스트레이이다. 시빌리언 어스트레이 등을 사용한 개조기가 아니라 데이터로부터 제작된 레드 프레임의 완전한 카피로 파워 실린더 등의 개조도 포함하고 있고, 로우의 레드 프레임과 같은 성능 및 외관을 갖고 있으며 형식 번호도 "MBF-P02"이다. 다만 오리지널의 왼쪽 어깨에 존재하는 정크길드의 마크는 그려져 있지 않다. 다른 라이브러리안제의 G와 달리 스트라이커 팩 시스템에 대응화는 행해지지 않았다. 카본 휴먼으로 부활한 운 노우가 탑승하고 있으며, 타이거 피어스(운 노우 전용 진이 장비하고 있던 것이 아니고, 부활한 운 노우가 재차 가베라 스트레이트와 같이 치고 단련한 물건 같다)를 장비하고 있다.
게일 스트라이크 건담과 함께 로우의 앞에 나타나(이때 로우의 기체도 강화 파츠를 장비하고 있지 않았기 때문에 둘 다 노멀 상태) 공격한다. 같은 성능의 기체끼리 호각의 싸움을 벌이지만 정비의 차이로 인해 패배한다. 게일 스트라이크 건담에 특공을 도모하지만 의도를 눈치챈 ND-HE에 배터리를 분리당하기 때문에 자폭은 저지되었다. 이후, 기체는 ND-HE가, 타이거 피어스는 로우가 회수하였다.
시계열적으로 이전의 《기동전사 건담 SEED DESTINY ASTRAY B》에도 등장해 단테 골디져니의 아스트레이 느와르와 교전한다.

### 건담 어스트레이 레드 드래고닉스
얼터너티브 프로젝트로 새롭게 제조된 레드 드래곤의 개량기이다. 로우가 만든 레드 드래곤이 작업용인 것에 비해, 발레리오 발레리(더블 브이)는 레드 드래곤을 무단 카피한 다음 전투용 MS로 재설계해 이 기체를 만들었다. 레드 드래곤과의 차이점으로는 드라이그 헤드를 네오 드라이그 헤드로, 칼레드볼프를 네오 칼레드볼프로 환장한 것 외에, 플라이트 유닛도 배터리 팩과 스러스터의 강화가 이루어진 네오 백팩으로 환장되었으며, 여기에 다리 부분에 신규로 제조된 부스터 유닛이 추가되었다. 덧붙여 "레드 드래고닉스"라는 명칭은 오리지널인 "레드 드래곤"보다 더 강해 보이는 이미지를 연출하기 위한(그리고 실제로 강하다) 명명이다.
네오 칼레드볼프
칼레드볼프에 반한 발레리오 발레리(더블 브이)가 칼레드볼프를 자신의 손으로 무기로 개량, 용도 변경하여 완성시킨 장비이다. 무단으로 카피한 제품이다. 완전히 무기로 재설계되었고 리미터는 처음부터 해제되었다. 블레이드는 빔블레이드를 채택하고 있다. 단, 설계 자체나 파츠 구성은 칼레드볼프와 크게 변경되지 않았다. 다만, 공구에서 무기로의 재설계화에 의해 필요로 하는 파워가 증대되었다. 증대된 에너지 소비를 항상 관리할 수 있는 고도로 숙련된 파일럿의 기량이 요구되며, 대용량 배터리를 전제로 하지 않으면 운용에 지장을 초래하는 경우가 있다. 오리지널의 칼레드볼프는 공구로서의 판매와는 반대로 전투에서의 사용이 잇따랐으며, 처음부터 호신용으로서의 구입 운용도 많아서, 이러한 점을 예상해 처음부터 전투용으로 개발하면 "잘 팔릴 것"이라고 생각한 발레리오 발레리(더블 브이)의 전망에 의한 개발이기도 하다.
장비의 구조는 칼날이 빔 날이 된 것 외에는 칼레드볼프에서 크게 변경되지 않았다. 기존대로 분리 운용 가능한 것 외에 기본 형태의 S 모드, 사격용의 G 모드와 같은 여러 형태도 변하지 않았다. 다만 각 부분의 명칭에는 모두 "네오"가 붙어 네오 빌드 커터, 네오 빌드 나이프, 네오 빌드 토치라고 하는 호칭으로 변경되었다. 또한, 2기를 연결한 상태의 호칭은 앰비덱스트러스 할버드에서 트윈 소드로 명칭이 변경되었다. 또한 새롭게 J(자벨린) 모드가 추가되어 칼집 하부에 추가 탑재된 손잡이 파츠와 합체시킴으로써, 단독으로도 투척용 및 리치를 늘린 긴 손잡이의 무장으로 운용이 가능하다. 덧붙여 J 모드에는 말단부가 너무 무겁다고 하는 치명적인 설계 미스가 있지만, 발레리오 발레리(더블 브이)는 "상급자 모드"로서 크게 신경쓰지 않는다.
풀 하이퍼 버스트 기가
네오 칼레드볼프를 여러 기 운용함으로써 가능한 필살기이다. 등 부분의 네오 칼레드볼프에서 공급된 파워를 손에 쥔 네오 칼레드볼프로 모아 사출한다. 명칭은 발레리오 발레리(더블 브이)가 다른 기체의 필살기를 참고해 더 강한 이름으로 붙였다. 예정으로서는 파워 컨트롤의 향상으로 한층 더 위력을 올리는 것을 상정하고 있어서, 그 경우의 명칭은 "풀 하이퍼 버스트 기가 기가..."라고 기가의 수가 늘어날 예정이다(다만, 현 단계는 기가를 하나만 붙인 상태이다).
레드 라이트닝 레이
레드 드래고닉스 상태에서 발동 가능한 필살기이다. 본 사양의 모든 네오 칼레드볼프 및 기체 능력에서 풀 스펙의 기체 제어와 추력을 짜내, 이것을 사용한 지금까지 없었던 스피드로 가베라 스트레이트에 의한 참격을 내보내는 기술이다. 단, 가베라 스트레이트를 사용할 필요상, 이것의 운용에 가장 뛰어난 로우만이 이론상으로 발동 가능한 기술이다. 덧붙여서, 레드 드래고닉스는 완전한 전투용 모빌 슈트(MS)이기 때문에 로우가 탑승하는 일은 없다.
네오 드라이그 헤드
드라이그 헤드를 참고로 한 헤드 유닛으로, 기존의 것이 아닌 재설계가 이루어졌다. 오리지널과는 달리 네오 드라이그 헤드는 일반적인 "노멀 헤드 모드", 뺨 부위의 물리 안테나의 일부를 전방으로 전개해 소지하고 있는 무기의 제어 능력을 향상시키는 "팽 안테나 모드", 각종 기능 제어나 센서에 덧붙여 빔 사벨로서도 사용 가능한 "네오 빔 안테나 모드" 그리고 기체 제어에 의한 매뉴버나 전방위 센서 능력의 풀 스펙 향상과 맞바꾸어 부하가 크고 장시간 사용이 어려운 "격린 모드"라고 부르는 형태가 될 수 있다. 오리지널보다 빔이 대형화되고 있는 것은, 로우가 말하기를 "단순히 크면 강해 보이기 때문이다. 또한 본 장비는 순수 전투용이므로 오리지널에 있던 "빔으로 다양한 문자와 도형을 그릴 수 있는 기능"은 생략되었다. 덧붙여 탑재된 헤드 발칸은 네오 빔 안테나 모드에서 빔 안테나의 대형화에 의해 전방면에 배치할 수 없으며, 후방에 전용 카메라를 설치한 후에 후방을 향한 배치가 된다.

## 건담 어스트레이 블루 프레임
중립 콜로니인 헬리오폴리스 붕괴의 뒤편에서 일어나고 있던 아스트레이 처분 소동에서 무라쿠모 가이가 로우 귤로부터 양도받아 이후 오랫동안 가이의 전용기가 된 프로토아스트레이 3호기이다. 프레임의 색인 파란색은 오브에서 국지전 사양을 의미하는 색이며, "옵션 장비의 스펙 검증기"로 개발되었다.
자국인 오브, 도용한 연합에만 그치지 않고 자프트도 포함한 방대한 양의 옵션 데이터가 들어있었기 때문에 용병인 무라쿠모 가이에게 절대적인 혜택을 가져다주게 되었다.
아머 슈나이더
무라쿠모 가이가 가장 애용하는 무기 중 하나로, 스트라이크 건담 등이 가지고 있는 것의 독자 개량형이다. 보통은 칼집(시스)에 수납되고 칼집에서 빼면 그립 내에서부터 칼날이 연장되는 기믹 등이 특징이다. 거슬러 올라가 가이 전용 진에 탑승할 때부터 이미 아머 슈나이더를 사용하고 있었으며 블루 프레임에는 리어 아머에 설치되어, 기체 입수 후 얼마되지 않아 처음으로 사용한다. 또한, 후술하는 "스케일 시스템"에서는 아머 슈나이더를 허벅지 앞쪽에 장비하는 것으로 변경된다.
디자인은 만화가인 토키타 코이치가 담당하였다.
강화 빔 라이플
《기동전사 건담 SEED ASTRAY B 〈오퍼레이션 01 (TACTICS 04): 빔 라이플〉》에 등장한다. 아스트레이 표준 장비의 것을 개조한 것이 아니라 완전히 다른 라이플에 에너지, 빔 변환기 등을 이식한 것이다. 극한까지 높인 위력은 보통의 3배나 됐지만 총신이 견뎌낼 수 있는 것은 단 1발뿐이었고, 임무 종료 후에 이식 부분은 떼어냈다.

### 풀 웨폰
주로 자프트제의 실탄 화기로 무장하는 옵션 세트이다. 장시간에 걸쳐 많은 적과 싸우기 위한 장비로 전력 소비가 심한 빔 라이플은 장비하지 않는다. 약점은 중무장으로 인한 무게이지만, 탄약을 모두 소진하여 데드 웨이트가 된 무장은 바로 분리하여 기동성을 향상시키는 것으로 커버한다. 지구연합에 고용된 임무(아르테미스의 경호원, 연합의 지상 부대) 등에서 선택되었다.
웨폰 랙
독자 개발한 조인트 유닛이다. 본체 측 백팩을 내리고 빈 공간에 장착되어 미사일 포드와 예비 M68 케투스를 장비하기 위해 사용된다. 또한, 바쿠의 옵션 무기인 400mm 13연장 미사일 포드를 기본으로 한 전자는 가로 4발×2단의 8연장 사양으로 개조된 것이다.
덧붙여서, 《기동전사 건담 SEED ASTRAY B》 연재지의 풀 웨폰 모형 작례에서는 본기 뒷면 하부에 붉은 원통형의 "MS 사이즈의 수류탄" 1개를 장비하고 있는데, 토키타 코이치에 의한 전신 일러스트 및 《Parts 2 대결! 아스트레이 대 아스트레이》를 참고했을 때는 존재하지 않으며, 그 외 관련 외전 작품의 "세계 내"에서 사용(등장)한 예도 없다.
교란용 채프탄
실드 뒤에 장착된 독자적인 눈부심(재머) 무기이다. 처음 등장할 때부터 설정화는 없고 모형 작례도 이루어지지 않았지만 토키타 코이치의 《기동전사 건담 SEED ASTRAY》 제1권의 78~79쪽에서는 4장의 공력 제어 날개가 붙은 미사일로 그려져 있다.

### 컴플리트 센서
미라쥬 콜로이드를 간파하기 위해 사용되는 옵션이다. 프로토타입 아스트레이에는 공통적으로 머리 부분 교환 기능을 가지며, 그에 따라 머리 부분의 전반부를 환장한 형태이다. 강화된 각 센서와 얻은 정보를 해석하는 전용 컴퓨터의 2단계 구조로 구성된다. 기존의 모빌 슈트(MS)와는 비교가 되지 않는 성능인 반면, 에너지의 소비가 엄청나고 OS에도 큰 부하를 주기 때문에 장시간은 사용할 수 없다. 무장은 이겔슈테른을 제외하고 본체 표준 장비를 그대로 장비한다.

### 하이 스피드 부스터
폭주 상태의 고속 실험함을 포착하기 위해 사용된 대형 부스터이다. 다만, 이론적으로는 가능해도 파일럿에게 엄청난 부하가 가해지기 때문에 코디네이터인 가이조차 장시간의 가속으로 정신을 잃을 정도였다. 고속 이동정 등의 고성능 엔진을 조합해 이 임무만을 위해서 제작되었다. 무장은 이겔슈테른과 빔 사벨 뿐이다.

### 스케일 시스템
블루 프레임의 수중전 옵션으로 수중용 센서의 헤드 유닛, 등 부분의 강력한 수중 제트, 사지에 장비된 스케일 아머 등으로 구성된다. 이 시스템은 아머 표면에 나열된 무수한 비늘(scale)을 본뜬 기기를 진동시켜 추력을 얻는 기술로, 기존의 자프트 수중용 모빌 슈트(MS)와는 설계 사상이 전혀 다른 것이며, 일반적으로 하기 힘들었던 "슬라이드 이동"도 가능하게 했다. 또한, 진동의 패턴에 따라서는 자프트제의 수중 무장인 포논 메이저포를 방어하는 것도 가능하지만, 데미지는 남기 때문에 긴급 시에만 사용한다. 잠수용이 아니기 때문에 비교적 얕은 깊이에서의 운용에 한정된다. 무장은 아머 슈나이더와 아래에서 서술한 어뢰총의 2가지이지만, 《기동전사 건담 SEED ASTRAY B 〈오퍼레이션 11 (TACTICS 13): 플라이드 유닛〉》에서는 빔 라이플로 싸우고 있다. 디자인은 마치다 요시히코(스튜디오 오르페)가 담당하였다.
《기동전사 건담 SEED ASTRAY 천공의 황녀》에서는 개수형인 세컨드 리바이스용으로 신기술을 도입해 재개발된다.
슈퍼 캐비테이팅 어뢰 발사 전용 총
스케일 시스템의 메인 웨폰으로 초음속 어뢰를 6발 장비하고 있다.

### 쇼트 레인지 어설트
《기동전사 건담 SEED ASTRAY special edition》에서 공개된 장비로, 매우 좁은 필드에서 초접근전을 하기 위한 것으로 알려져 있다. 별칭은 잠입 미션용 근접전 장비이다. 컴플리트 센서는 후년에 발매된 리파인 디자인형으로, 1개만 가지는 아머 슈나이더는 후술하는 "세컨드 리바이스"형이다. 핸드건은 후술하는 "풀 아머 페이즈 시프트"의 것이라고 명기되어 있고(65쪽, 덧붙여서 화고에서는 왼팔에 장비), 개장 경력이 전후한 조합으로 되어 있다. 따라서 공식적인 이야기 내에서는 미확인이지만, 상당히 가까운 상태의 모습이 후술하는 "세컨드 G"에서 확인되고 있다.
핸드건 (쇼트 라이플)
전완부의 장갑측과 합치하는 포름의 탄창을 옵션 장착 등에서 사용되는 구멍 모양의 래치에 꽂아 손에 쥐는 총 본체의 하부와 연결시켜 탄약을 공급하는 실탄 화기이다. 일반적인 권총과는 다른 디자인이며, 《기동전사 건담 SEED》 본편에서 카가리가 사용한 접촉 회선용의 와이어 사출기에 가깝다.
상기 연재에 있어서는 쇼트 라이플이라고 쓰여져 있다. 또한, 전체의 리디자인과 함께 톤파와 너클 더스터를 더한 것 같은 형상을 응용해 타격 용도로도 사용할 수 있는 강도가 있는 것이나, 세컨드 리바이스형 아머 슈나이더 장착용의 훅 모양의 파츠가 총바닥의 앞부분 선단에 있는 등의 설정이 추가되어, 동축에 있는 가지가 난 갈고리 모양의 반환을 사용해 고정하는 것으로 바요넷으로서도 사용할 수 있는 사양이 되었다.

### 건담 어스트레이 블루 프레임 세컨드 G
처음에, 이야기 상의 순서로는 "세컨드 L"의 상태로 먼저 등장(완성)하였기 때문에, 그 경위에 대해서는 후술하는 "건담 아스트레이 블루 프레임 세컨드 L" 항목을 참고한다.
따라서 일반적인 블루 프레임 세컨드란 "세컨드 G"를 가리키며, 양 어깨, 몸체, 다리 부분 등을 개량한 세컨드 사양의 본체에, 나중에 재생산된 노멀형의 머리 부분과 백팩을 장착한 모습을 말한다. 기체명에 포함되어 있는 "G"는 가이(劾)의 머리 글자로서 세컨드 L과 구별하기 위한 것이다. 무장은 아스트레이 표준 장비와 아래에 서술한 전투 나이프이다.
아머 슈나이더
세컨드 G(L)에서도 계속 애용되며, 지금까지의 것에 대 빔 코팅을 실시한 개량형이다. 오랫동안 가이는 아스트레이의 최대 강점인 운동 성능을 방해하는 실드의 취급에 대해 고민했고, "그렇다면 빔은 잘라내면 된다"고 판단해 공순 병장의 아종으로서도 취급하게 되었다. 방패(盾)보다 좁은 면적이지만 방패 대신 빔을 막는 것 외에 작품 내에서 빔 사벨과 겨루었을 때는 일방적으로 빔의 광날을 찢어 관통해 적 본체에 공격을 가하고 있다. 장비하는 부위는 양쪽 대퇴부의 측면이다.
게다가 본기에서는 "숨겨진 나이프"라고 할 수 있는 아머 슈나이더가 양 다리 부분의 발 끝과 발뒤꿈치에 내장되어 있다. 이들은 핸드 나이프의 개념에 얽매이지 않는 형상으로 공격 외에 스파이크로서도 이용되며 작품 내에서는 적기의 신체 위를 달려 발판으로 해 도약할 때에 사용되고 있다.

#### 건담 아스트레이 블루 프레임 세컨드 G 스나이퍼 팩
접이식 포신을 가진 대형 빔 라이플을 갖춘 장거리 사격용 옵션이다. 백팩에서 오른쪽 허리로 빔 포가, 왼쪽 어깨에 저격용 망원 센서가 위치한다. 빔은 약간의 곡사도 가능하다. 드레드노트 건담의 머리 부분을 지키는 전투에 장비 되었지만 하이페리온 건담과는 궁합이 맞지 않아 움직임의 속도에 대응하기 위해서 떼어내 미끼로서 폭파되었다.
〈메탈빌드〉에서는 스나이퍼 팩을 베이스로 재설계한 것이 등장했다. 기본 성능은 원래대로지만, 크게 실루엣이 바뀌어 단독 비행 성능을 획득했다. 탑재한 AI가 독자적으로 판단해 지원 공격을 실시하는 것이 가능하지만 정밀 사격을 실시할 때는 모빌 슈트와의 합체가 필요하다. 합체 시에는 머리와 양 어깨를 덮는 듯한 형상이 되어, 양 어깨의 미라쥬 콜로이드 발생 장치로 게슈마히디히 팬저와 같이 한정적이면서 빔의 왜곡을 가능하게 한다. 로엔그린 런처와의 연동도 고려되고 있어 단독 비행시에 합체 가능한 것 외에 모빌 슈트에서의 동시 사용도 가능하다.

#### 소트 레인지 어설트 (가칭)
토다 야스나리의 《기동전사 건담 SEED ASTRAY R 제4권 〈last unit: 파워드 레드〉》에 등장하는 것이다. 머리 부분에는 컴플리트 센서, 핸드건은 오른손에 쥐고, 아머 슈나이더는 당연히 세컨드로서의 것을 2개(숨겨서 4개)를 장비한다. 작품 내에서는 미라쥬 콜로이드로 모습을 감추는 제네시스 α를 찾아내, 내부에 멤버를 잠입시키기 위한 미션에서 선택하고 있다.
특정 호칭은 공식적으로 정해져 있지 않다.

### 건담 어스트레이 블루 프레임 세컨드 L
소키우스와의 결투에서 백팩을 포함한 등 부분에 막대한 데미지를 입고, 승리의 증거품으로서 머리를 빼앗겨 버린 블루 프레임에, 가이로부터 전해지고 있던 플랜을 기초로 에리카 시몬즈와 로우 귤에 의해 오브에서 강화 개수를 실시한 기체이다. 그 로우의 머리 글자를 따서 "L"이 기체명에 들어가 있다.
본체의 양 어깨에는 가이가 설계한 "핀스 래스터"라고 하는 버니어 겸용 유닛을 도입했다. 이것은 보통의 백팩에 필적하는 출력을 가지고 있어서 강제적인 자세 변경이나 긴급 회피 등에 사용되어 바닥 부분의 작아지도록 개량된 다리 부분과 함께 근접 격투전에서의 운동성을 비약적으로 높이고 있다.
다음으로 스트라이크 루즈용으로 조금 남아 있던 페이즈 시프트(PS) 장갑 소재를 사용한 "이중 장갑"이 포함되었다. 적은 약을 콕피트 주변으로 좁혀 활용하고 저전력으로 운용될 수 있도록 외부 장갑의 압력 센서가 데미지를 감지하면 전류를 통하게 한다는 아이디어로 공교롭게도 같은 시기에 연합이 개발한 트랜스 페이즈 시프트 장갑과 같은 것이었다.
마지막으로 자신의 레드 프레임용으로 생각하고 있던 "전용 헤드 유닛"과 "택티컬 암즈"가 제공되어 모든 플랜이 굳어졌다. 등에서 허리 부분의 꼬리 모양 파츠 근처에는 단순한 프레임 조인트가 붙어 있으며, 이를 통해 본체와 택티컬 암즈가 도킹되어 있다. 2개 설치되어 있는 것은 추가 배터리 팩이다. 그 때문에 아스트레이 표준 장비는(일부를 제외하고) 상용하지 않게 되었지만, 토다 야스나리의 《기동전사 건담 SEED ASTRAY R》 제4권(167쪽, 182쪽)에서는 핸드건을 가지고 있는 모습, 빔 라이플을 가지고 있는 모습을 각각 볼 수 있었다. 게임인 《기동전사 건담 EXTREME VS》에서는 대 빔 실드도 장비하고 있다.
즉, "세컨드 L이라는 이름의 옵션 세트"라고도 할 수 있기 때문에, 세컨드 본래의 모습은 앞선 문단의 "세컨드 G의 형태이다. 덧붙여 L 상태에서는 머리와 등에 장착하는 타입의 옵션은 병용할 수 없지만, 미티어 유닛(핵동력 사양)과의 도킹은 가능했다.
또한 《기동전사 건담 SEED DESTINY ASTRAY B》의 시점에서 모르겐레테사의 정비로 배터리 계통이 고성능의 파워 팩으로 교환되어 그 이전보다 가동 시간이 30% 연장되었다.
전용 헤드 유닛
전투기 등의 꼬리 날개를 닮은 V자 안테나와 턱을 보호하는 친 가드가 눈길을 끄는 디자인이다. 가드는 셔터식으로 얼굴 전체를 덮을 수도 있어 복싱에서 말하는 파카부 스타일에서의 격투를 상정한 것이다. 이겔슈테른은 양쪽 뺨 부분에 내장되어 있다. 가장 큰 특징으로 "택티컬 암즈"의 원격 컨트롤 기능을 가지고 있어서 어느 정도의 거리라면 드라군처럼 움직일 수 있다.
택티컬 암즈
보통은 등에 장착되어 "플라이트 유닛(플라이트 폼)"으로서 기능을 하지만, 분리, 변형을 통해 본체의 전체 길이 정도의 거대한 실체검이 되는 "소드 폼"과 《기동전사 건담 SEED》 세계관에서는 유례를 찾아볼 수 없는 MS용 포대가 되는 "개틀링 폼"의 3가지 형태를 취할 수 있는 다기능형 백팩이다.
라미네이트 장갑제이며 넓은 면적을 이용해 대 빔 방어에 사용할 수 있을 뿐만 아니라 아르뮈레 뤼미에르 등에 대한 유효한 무기가 되기도 하며, 검 상태의 참격에는 버니어의 가속력도 더해진다.
90mm 개틀링은 미변형 상태에서도 발사할 수 있으며, 배후나 사각 지대에 대한 공격도 가능하다. 포대 시에는 본체로부터 분리된 배터리 팩이 합체된다. 처음에는 4연장 모두가 실탄으로 페이즈 시프트 장갑 등에는 무력했지만, 나중에는 가이가 자신의 손으로 빔 포를 더한 반반 총신으로 강화되어 빔과 실탄을 선택 혹은 혼합으로 발사할 수 있게 되었다.
나중에 한층 더 발전해 "세컨드 리바이스"나 "레드 프레임 改"로 계승되었다.

#### 로엔그린 런처
전함에 설치되는 것을 전제로 탑재되는 양전자 파성포를 MS용으로 스케일 다운한 옵션 세트이다. 포신은 세로로 분할되어 양 허리에 하나씩 장착된다. 리어 아머에는 에너지 공급용의 핵 엔진(원자로)를 설치했기 때문에 추가 배터리팩은 제외되었다. 위력은 함재형보다는 역시 떨어지지만 기존의 MS용 화기와는 비교할 수 없는 파괴력을 지니고 있다.
실제로 발사하려면 핵 엔진을 기동해야 하지만 뉴트론 재머의 문제가 있기 때문에 단독으로는 사용할 수 없다. 그러나 위성을 지키는 거대 모빌 아머인 "펠그란데"가 가지고 있는 뉴트론 재머 캔슬러를 역이용해 말 그대로 밀접할 때까지 접근함으로써 엔진을 기동시킨다는 전술로 달성했다. 또한 핵구동 MS인 드레드노트 이타와의 공동 전투에서 사용하기도 했다.

### 건담 어스트레이 블루 프레임 서드
《기동전사 건담 SEED FRAME ASTRAYS》에 등장한다. 동아시아권의 정글전을 상정해 동료인 리드 웰러를 통해서 조달한 파츠를 투입해 아메노미하시라 내의 팩토리에서 로우가 개수를 담당한 형태이다.
부대 행동을 고려하여 통신 기능을 강화한 머리 부분을 갖고 있으며, 장애물이 많아 빔의 사용에 제한이 있는 밀림에서의 전투를 고려하여 기체 각 부분에 레어 메탈제의 소드를 비롯한 각종 장비가 추가되어 있다. 등 부분에 대형의 가동식 스러스터 유닛을 장비해 기동력을 증강시켰다. 이 유닛은 최대로 머리 뒤쪽으로 수평 전개된다. 엉덩이 부분에는 2정의 라이플을 테일 형상으로 마운트하고, 소지하고 있는 아머 슈나이더는 라이플을 마운트하는 엉덩이 부분에 격납하는 사양으로 미세 조정되었다. 양 어깨는 "핀 스러스터"가 아닌 단순한 증가 장갑으로 교체되었다. 양팔에는 대형 소드와 앵커 런처를 마운트하였다. 앵커는 소드의 절단면과 반대 방향에 있으며, 사용 시에는 팔뚝 조인트를 축으로 유닛을 선회시킨다. 아킬레스건 부위에도 접이식 나이프가 추가되어 있다. 또한 작품 내에서 미사용 장비로서 무릎 아머 내부에는 빔, 트리모치, 니들, 산탄 등을 발사할 수 있는 노즐과 빔 사벨의 발신기, 환장용의 머리 부분이 디자인되어 있다.
또한, 세컨드 L과 마찬가지로 임의로 세컨드 G로 되돌릴 수 있다. 실전 투입은 임무 개시 후 얼마 지나지 않은 시점이었으며, 가이는 그때까지의 연계로서 하이페리온 G에 탑승하고 있었다.

### 세컨드 리바이스
《기동전사 건담 SEED VS ASTRAY》에 등장한다. 서드의 실전 데이터를 바탕으로 세컨드 L을 재개수한 형태이다. 기체 전체의 재검토와 무장의 개량에 의해, 한층 더 높은 범용성을 획득하고 있다.
아머 슈나이더
파이팅 나이프와 비슷한 곡선적인 형상이 되었으며, 도신의 신축 기구도 폐지되었다. 칼날과 손잡이의 중간에 구멍이 추가되어, 여기에 검지를 넣어 권총처럼 쥔다. 칼집의 조형도 일변해, ㄷ자형의 후쿠와 같은 어태치먼트에 일본도에서 말하는 우치카타나의 방향으로 현가하는 사양이 되었다.
택티컬 암즈 II
기존의 3가지 형태에 추가해 도신을 2분할해서 톤파와 같이 양팔로 유지하는 "소드 암"과 개틀링 포를 손으로 들고 사용할 수 있는 "개틀링 암"의 2가지 형태가 추가되었다. 소드 암은 "서드"의 대형 소드를 참고한 형태로, 신기능으로 도신의 봉우리측(연결 시의 접합면)에 빔 날의 발생 장치를 내장한다.

### 건담 어스트레이 블루 프레임 D
《기동전사 건담 SEED DESTINY ASTRAY B》에 등장한다. 단테 골디져니가 탑승하는 아스트레이 느와르와의 결전용으로 특화된 형태이다.
세컨드 사양을 기본으로 하고 있는 기존의 강화 형태와는 달리, 일단 모든 파츠를 초기의 노멀 사양으로 되돌린 후에 개수를 실시하고 있다. 노멀 사양의 파츠는 소키우스들과의 싸움에서 파손, 상실했기 때문에, 아메노미하시라 내의 팩토리에서 재생산된 파츠를 사용하고 있다. 등 부분에는 스트라이커 팩 규격의 커넥터가 증설되어 에일 스트라이커를 개량한 뷔브르 스트라이커를 표준 장비한다. 아스트레이 느와르의 소드 피스톨에 대항하기 위해, 머리 양측, 양 어깨, 양 허리, 뷔브르 스트라이커 상부에 격투용의 실체검을 배치하였다. 도신의 강도는 소드 피스톨에 미치지 못하지만, 기체로부터의 양자 통신으로 원격 조작되는 드라군 시스템의 기능이 부가되어 있다. 단테전 이후에는 양팔에 카트리지식의 2연장 총인 동시에 드라군 플랫폼으로도 기능하는 블레이드 건이 추가로 장착되었다.
드라군
전신에 장비된 소드형의 드라군이다. 머리 부분에 센서 탑재 타입의 센서 드라군이 2기, 양 어깨에 미라쥬 콜로이드 스텔스/게슈마이디히 팬저 탑재 타입의 스텔스 드라군이 4기, 양 허리에 대검형 타입의 소드 드라군이 2기, 뷔브르 스트라이커에 포격 특화 타입의 빔 캐논 드라군이 2기까지 해서 총 10기가 장비되어 있다. 또한 양팔의 블레이드 건에 전신의 드라군을 장착시켜, 대형 총검 "시펠 소드"로 사용이 가능하다. "시펠"은 그리스어의 "비늘, 린(lepis)"의 철자를 거꾸러 한 것으로 "역린"의 의미를 가지고 있다.

### 건담 어스트레이 블루 프레임 포스
아래에 서술한 풀 아머 페이즈 시프트를 장비한 상태만이 공개되어 있는 사양이다. "포스"의 명칭은 《기동전사 건담 SEED FRAME ASTRAYS Vol.1》의 10쪽에서 확인할 수 있다. 기체는 거의 "세컨드 G"(어깨는 일반형으로 백팩&사벨은 장비하지 않음)로, 오른쪽 미간부에 짧은 1개의 안테나를 가지고 있는 머리 부분(그 밖에도 노멀형 머리의 모습이나 거대한 원형 센서가 얼굴의 절반을 차지하는 머리 부분의 일러스트)이 되어 있다. 처음 등장할 때는 본체의 전신 대부분이 무색의 선화였기 때문에(발목은 소형화한 하이힐 사양), 모형 작례에서는 노멀의 블루 프레임에 따른 도색이었지만, 다음 해에 그려진 풀 컬러 설정화에서 세컨드 사양의 배색(플레이트 아머가 흰색, 가슴 중양에 서펜트 테일의 로고)이 되었으며, 발목도 세컨드와 같은 형상이 되었다.

#### 풀 아머 페이즈 시프트
페이즈 시프트를 전개할 수 있는 아머 옵션으로, 태양에 있는 수수께끼의 포대를 파괴하는 미션에서 사용되었다. 열을 차단하는 융제재 젤의 공급 시스템도 내장하고 있어서 단독으로 대기권 돌입도 가능하다. 전신을 덮는 듯한 형상은 일견 둔중해 보이는 이미지를 주지만, 후방으로 전개해서 스러스터를 한 방향으로 집중시킴으로써 태양 부근의 중력을 거슬러 이탈할 수 있을 정도의 추력을 발휘하는 스러스터 유닛으로 기능한다.
무장으로는 아머 상부에 장비된 "레이저포" 2문과 본체 측의 "큰 발칸" 1문, "핸드건" 2정, "나이프" 2개(×4개) 등이 있다. "스케일 시스템"과 같은 위치에 장비하는 나이프의 디자인은 기존의 아머 슈나이더의 어느 것과도 다른 것으로 그립이 갈색, 칼날이 회색이라는 단순한 시스 나이프 타입과 같다. 한편, 세컨드 G(L)의 다리 부분에 숨겨진 나이프는 거의 그대로 장비되어 있다.
등장 시기
《기동전사 건담 SEED》 본편 방송 시에 간행된 모형지에서의 첫 출현 시에는 "내추럴과 코디네이터 간의 전쟁이 종결된 시기"라고만 기술되어 있다. 한편, 다음 해에 공개된 시계열표에서는 《기동전사 건담 SEED DESTINY》 종료 후의 "큰 전쟁이 종결된" 무렵이라고 한다.
개발 베이스
최초기의 모형지 게재 시에는 노멀의 블루 프레임을 베이스로 하고 있었지만, 후에 블루 프레임 세컨드 G를 베이스로 한 기술을 볼 수 있고, 또한 그 후에 블루 프레임 포스를 베이스로 한 자료를 볼 수 있다.

## 건담 어스트레이 그린 프레임
《기동전사 건담 SEED FRAME ASTRAYS》에 등장한다. 총 5기가 제조된 P0 시리즈 중 파츠 상태까지 제조되었다가 헬리오폴리스 붕괴로 행방불명된 2기 중 1기이다. 아메노미하시라 내에서 로우 귤에 의해 조립되었다. 당초 고향인 아시아의 한 마을의 궁핍한 상황을 알게된 배리 호가 아메노미하시라의 론도 미나 사하크에게 상담을 하러 갔을 때 본 기체를 넘겨받았다. 이후, 배리 호의 제자이자 동아시아 공화국 제13밀림 보호구에 잠복하고 있던 반정부 게릴라인 청년 트로야 노와레에게 양도되었다.
그림 프레임(P04)은 파일럿인 트로야가 아직 심신 모두에 미숙한 면이 있어서인지, 다른 P0 시리즈처럼 대폭적인 사후 개수는 이루어지지 않았고, 형상, 기본 성능 모두 다른 4기의 첫 제조시의 상태와 거의 동일하다. 특히 기체 본체의 외관은 완전히 동형이다. 다만, 조립, 복구 시에 로우 귤에 의해 헬리오폴리스에서 개발이 진행되고 있던 내추럴용 OS의 발전형 및 유사 인격 탑재 교육형 컴퓨터를 베이스로 한 스트라이크 루즈의 조종 지원 AI의 발전형인 전투 지원 AI가 내장되어 그것과 연동한 센서의 강화가 이루어졌다(이 때문에 기체 각 부분의 센서류는 첫 제조시의 아스트레이보다 우수하다). 이것은 센서와의 연동에 의해 "전투 상황을 분석해 완전한 회피 행동을 가능하게 하는" 능력이 있다고 되어 있다.。
녹색의 프레임은 선행된 3기처럼 오브에 의해 용도별로 색상이 나뉘어진 것은 아니고, 정글에서의 사용이 결정된 후에 도장된 것이다.
트윈 소드 라이플
아스트레이 순정의 빔 라이플 대신 장비된 전용 라이플이다. 원근 양면에서의 전투를 상정해, 총신 상하에 슬라이드 전개식의 빔 사벨 2기, 총의 꽁무니 부분에 도끼 모양의 실체 빌레이드가 설치되어 있다. 사용하지 않을 시에는 허리 부분에 마운트된다.

## 건담 어스트레이 미라쥬 프레임
《기동전사 건담 SEED VS ASTRAY》에 등장한다. "라이브러리안"이 운영하는 제5의 어스트레이이다. 형식번호의 "LM"은 "라이브러리안 미라쥬"의 약자이다. 확인되고 있는 라이브러리안의 소속 MS 중에서는 유일한 오리지널로부터의 개조기이다. 오랫동안 행방이 묘연했지만 라이브러리안이 파츠들을 발견해 조립하였다. 파일럿은 과거에 자신을 죽인 가이에 대한 증오를 그대로 간직한 채 카본 휴먼으로 재생된 론도 기나 사하크가 맡는다.
블루 프레임 세컨드 리바이스의 정보를 입수한 라이브러리안에 의해 격투전에 특화된 개조가 이루어지고, 블루 프레임 서드와 같이 전신에 블레이드가 장비(양팔에 1쌍, 양다리에 3개 1세트로 1쌍)되어 있다. 또한, 커맨더 모드(일반 형태)에서 글래디에이터 모드(격투 형태)로의 변형 기능도 추가되어 있으며, 머리가 180도 회전하여 후두부의 제2의 얼굴이 출현하면서 전신의 블레이드가 전개된다.
장갑과 외브 프레임은 배리어블 페이즈 시프트 소재로 변경되었으며, 머리 부분에는 새롭게 3기의 안테나가 장착되었다. 이 안테나는 이마에 1개, 후두부에 2개의 블레이드 안테나가 배치되어 있으며, 전방의 1기는 주로 지휘관기로서의 통신 기능을 위해서 사용한다. 후방의 2기는 글래디에이터 모드 시 근접전에서의 센서가 강화되어 자기 주변에 살포한 미라쥬 콜로이드의 움직임을 파악함으로써 살포한 영역 내의 물체의 움직임을 감지하는 미라쥬 콜로이드 센서 안테나가 되고 있지만, 원거리의 정보 수집 능력이 누락된다는 단점도 있다.
소지 무기로 아스트레이 표준 장비도 준비되어 있지만 빔 라이플과 대 빔 실드는 글래디에이터 모드 시에는 사용하지 못하기 때문에, 사용할 기회가 적어 장비되지 않는 경우도 많다. 다수의 참격 무기를 장비하기 때문에 빔 사벨도 투척 무기로의 사용이 주를 이룬다. 또한, 레드 프레임처럼 일본도 형상의 실체검인 "아메노하바키리"가 새롭게 장비되었다.
세컨드 이슈로 개조한 뒤에는 이 형태를 "퍼스트 이슈"로 구별하고 있다.
아메노하바키리
미라쥬 프레임이 장비하는 일본도 형상의 실체검이다. 가베라 스트레이트나 타이거 피어스의 데이터가 사용되고 있으며, VPS 장갑 재제로 칼의 경도에 따라 색이 변화한다.
명칭은 일본 신화에 등장하는 토츠카노츠루기로 오로치(서펜트) 죽이기 전승에서 유래한 것이라 하며, 기나에 의해 이름이 붙여졌다.
B 소드 (브레이슬릿 소드)
양팔에 장비된 장신의 실체검이다. 택티컬 암즈 II의 소드 암에 대응하기 위해 개발되었다. 끝부분에는 빔 포가 내장되어 있다.
A 소드 (앵클릿 소드)
양다리에 장비된 짐승의 발톱처럼 생긴 실체검이다. 3장의 짧은 날이 1세트로 되어 있다. 축격에 사용되는 것 외에 격투 시 기체의 안정성을 높이는 효과도 있다.
미라쥬 콜로이드
본 기체는 특수 미라쥬 콜로이드의 탑재에 의해 외관 그 자체를 위장하는 것이 가능하며, 아메노미하시라에 헤일 버스터 건담과 함께 공격했을 때는 노멀 상태의 골드 프레임으로 위장하고 있었다. 이러한 능력으로 인해 "미라쥬(환영)"이라는 명칭이 유래되었다.
또한, 미라쥬 콜로이드 스텔스에 의해 기체를 은닉하는 운용도 가능하다.
비고
본 기체가 공식 매체에서 발표되기 이전에는 가안의 5호기로서 회색 프레임의 기체가 존재했다는 사실이 서적의 후기에서 언급되었다.
《기동전사 건담 SEED VS ASTRAY》에서 등장한 아스트레이의 5호기는 "미라쥬 프레임"이라고 하는 호칭이 사용되었는데, 이것은 라이브러리안 기체 특유의 기상을 나타내는 것과 모든 색을 표현할 수 있는 환영을 겸비한 것이라고 치바 토모히로는 언급하고 있다.

### 건담 어스트레이 미라쥬 프레임 세컨드 이슈
미라쥬 프레임을 재개조해 초지근 거리의 격투전에 특화된 형태이다. 기본 장비는 공통이지만 B 소드와 A 소드는 C 소드(컴팩트 소드)로서 소형화되어 모두 3개 1세트가 되고 있다. 변형 기능은 구동 기구를 살린 보다 본격적인 것이 되어, 인간형의 타일런트 모드(일반 모드)에서 바쿠와 가이아의 데이터를 사용한 4족수 형태의 브루트 모드(MA 모드)로 변형된다. 개조 전과 마찬가지로 원거리에서의 결정적인 무기는 없지만, 반응 속도가 극적으로 향상된 것으로 상대의 포격을 모두 회피하는 것이 가능해져 포격 MS가 지원할 필요는 없어졌다. 다만, 그 성능을 충분히 살리려면 파일럿의 육체도 개조 처치가 필요하다. 그 반응 속도에 따라 상대의 주위를 고속으로 이동하면서 공격을 가해 반격의 틈을 주지 않는 것은 "브루트 포스 어택"이라고 불린다. "세컨드 이슈"의 원래 의미는 "서적의 제2판"이다.
C 소드 B 타입 (컴팩트 소드 브레이슬릿)
양손에 장비된 실체검이다. B 소드와 달리 A 소드와 같이 3장의 짧은 칼날로 구성된다. 브루트 모드에서 고속 기동에 의한 가속이 더해짐으로써 더욱 파괴력이 증가한다.
C 소드 A 타입 (컴팩트 소드 앵클릿)
양다리에 장비된 3장의 짧은 칼날을 가진 실체검이다. 이전의 미라쥬 프레임에 장비된 것보다 칼날이 짧아졌다. 리치가 짧아진 대신 강도가 증가하였다.
브루트 헤드
아스트레이의 백팩 환장 기구에 장착되는 세컨드 이슈 전용의 백팩이다. 브루트 모드에서는 머리 부분이 된다. 또한, 허리 부분으로 이동하고 있는 일반 백팩에서 빔 사벨은 이쪽으로 이전되어 있다. 브루트 모드로의 변형용 파츠이지만, 다른 아스트레이에도 장착 가능하고 접근 센서의 강화와 빔 사벨 개수를 추가할 수 있다.
사벨 팡
브루트 헤드의 머리 부분에 장비된 빔 사벨로 정면 방향으로 사벨이 전개된다.
핀 라이플
어깨에 장비된 빔 라이플로, 포신에는 포비든 건담의 게슈마이디히 판처를 응용한 콜로이드 기술이 장비되어 빔을 곡사화하는 것이 가능하다. 다만, 장비의 소형화로 인해 사정 거리가 짧다.

### 건담 어스트레이 미라쥬 프레임 서드 이슈
퍼스트 이슈의 미라쥬 콜로이드 센서 안테나, B 소드, A 소드를 세컨드 이슈에 내장한 기체이다. 세컨드 이슈의 브루트 모드와 같은 형태로는 변형되지만, 퍼스트 이슈의 글래디에이터 모드와 같이 변형되는지는 밝혀지지 않았다. 그 성능은 "사람은 조종할 수 없다"는 말을 들을 정도로 비정상적인 상태가 되어 있어서 그 성능을 살리려면 파일럿은 사람이기를 포기해야 할 정도로 육체를 개조할 필요가 있다고 한다.
또한, 1/100 건담 프라모델에서는 세컨드 이슈에 동 시리즈의 미라쥬 프레임의 파츠를 조합해 재현하는 것이 가능하며, 퍼스트 이슈의 글래디에이터 모드나 세컨드 이슈의 브루트 모드에 해당하는 형태로의 변형은 가능하다.

## 건담 어스트레이 느와르
《기동전사 건담 SEED DESTINY ASTRAY B》에 등장한다. 지구연합군의 커스텀 MS 개발 계획인 "액타이온 프로젝트"의 번외편으로 극비 제조된 프로토아스트레이의 개수기이다. 다만, 프로젝트기라는 것은 겉치레이고, 실제로는 무라쿠모 가이와 인연이 깊은 용병인 단테 골디져니가 사적으로 조달한 기체이다.
머리 부분의 블레이드 안테나가 4개로 증설되었고, 등 부분에는 스트라이커 팩 규격의 옵션 커넥터가 추가되었다. 기체명의 "느와르(프랑스어로 "검은색"을 의미)"가 나타내는 대로 기체의 컬러링은 단테의 이미지 컬러인 검은색을 기조로 하고 있지만, 다른 아스트레이와 달리 프레임과 장갑이 모두 검은색이며, 또한 스트라이커 팩으로 느와르 스트라이커를 장비한 것이 기체명의 유래라고도 하며, 본래의 아스트레이 시리즈와는 다른 이단의 기체임을 보여준다.
M8F-SB93 소드 피스톨
검의 달인인 단테의 전법에 맞추어 스트라이크 E용의 M8F-SB1 빔 라이플 쇼티에 일본도 모양의 도신을 조합한 장비이다. 사용하지 않을 때에는 양 허리에 마운트된다. 이 도신은 일반적인 총검과 달리 그립을 따르는 형태로 부착되어 있어, 일반적인 도검에 가깝게 다루는 것이 가능하다. 당초에는 액타이온사의 기술력 부족으로 인해 도신의 강도가 부족했지만, 라이브러리안의 협력으로 문제를 해결한다. 완성된 도신에는 높은 완성도와 명도라는 증명으로 "키쿠이치몬지(菊一文字)", "코테츠(虎徹)"라고 새겨져 있다.

### 건담 어스트레이 느와르 D
단테가 버린 아스트레이 느와르를 "일족"이 회수하고, 단테의 부하인 전투용 코디네이터 엘자 바이스가 후임 파일럿이 되어 보다 기동성을 높인 조정이 이루어졌다. 왼쪽 어깨에 새겨진 단테의 퍼스널 마크에는 엘자의 이니셜인 "E"가 덧씌워져 있다. 파괴된 느와르 스트라이커를 대신해 새롭게 데스티니 R 실루엣이 장비되어 있다. 명칭의 끝에 더해진 "D"는 "데스티니"의 약자이다. 단테가 탑승한 블루 프레임 D와의 전투 후에는 단테에게 반환되어 원래의 느와르 사양으로 되돌려진다.

## 건담 어스트레이 턴 레드
《기동전사 건담 SEED DESTINY ASTRAY R》에 등장한다. 액타이온 인더스트리사의 기술자인 발레리오 발레리(통칭 더블 브이)가 로우에 대한 대항심으로 추진한 액타이온 프로젝트로 제조된 아스트레이계 기체의 예비 파츠를 반입해 제작한 기체이다. 더블 브이의 탑승기이긴 하지만 조종은 그가 하치(8)로 개발시킨 AI "80"이 모두 맡고 있다. 외관은 기본적으로 오리지널과 같지만, 머리 부분만 대형 블레이드 안테나와 친 가드를 추가한 독자적인 형상을 가지고 있다. 무장면에서는 블루 프레임 세컨드 L을 모방하고 있으며, 전용 설계의 백팩 2기의 택티컬 암즈와 4기의 배터리 팩을 갖추고 있다. 택티컬 암즈는 설계한 로우조차도 예상치 못한 부메랑으로도 사용하기도 했다.
직위기로서 좌우 대칭형의 무인기인 하이페이온 GR과 하이페리온 GL을 거느리고, "트리오 시스템"에 의해 고도로 연계된다. 나중에 콕피트에는 온갖 에너지 무기와 충격을 견뎌내는 "초슈퍼 세이프티 콕피트"라는 구조로 개량되었고, 콕피트 해치부는 "초슈퍼 세이프티 셔터 그레이트"를 내장해 보통이라면 죽을 것 같은 공격도 막아낼 수 있게 되었다. 또한, 제어 AI는 자기 진화 시스템을 도입한 "800"으로 개량되었다.

## 로드 어스트레이
《기동전사 건담 SEED ASTRAY 천공의 황녀》에 등장한다. "민중의 군주"라는 별명을 가지고 있는 사업가이자 법률가인 페어네스 츠바이쿠레가 오브제의 아스트레이를 베이스로 직접 재설계한 기체이다. 더 나은 세상을 만들기 위한 정치가를 목표로 하고 있는 페어네스가 굳이 "왕도가 아닌"이라는 뜻을 가지고 있는 아스트레이에 왕(Lord)으로 가는 길(Road)을 걷겠다는 의미를 담아 로드(Lord) 아스트레이로 명명했다.
프레임의 색은 그레이를 기조로 하고 있어 통상 장갑의 이음매에 배치한 페이즈 시프트 장갑 탑재용의 에너지 공급 플러그나 부아튀르 뤼미에르의 탑재를 상정한 대용량의 백팩 환장 기구, 고출력의 S22형 파워 실린더라고 하는 새로운 기구를 채택하고 나아가 구동 OS도 페어네스가 독자적으로 만들어 로우에 비견할 수 있는 취미가 담긴 빼어난 물건이다.
첫 등장 시에는 미완성 상태로 탑재된 신기구도 충분히 기능하지 못했지만, 페어네스는 아메노미하시라를 습격해온 3기의 진 하이메뉴버 2형을 단독으로 격파하는 전과를 올린다.

### 로드 어스트레이 Ω
로드 어스트레이 Ω(로드 아스트레이 오메가)는 《기동전사 건담 SEED ASTRAY 천공의 황녀》에 등장하는 기체이다. 페어네스의 손에 넘어간 150 가베라의 레어 메탈 Ω를 사용하여 로드 아스트레이를 개수한 기체이다. 형식번호는 MHF-01Ω이다.
장갑의 일부에만 레어 메탈을 채택했기 때문에 완전체라고는 말하기 어려운 상태이지만, 페어네스의 조종 기량 덕분에 비할 데 없는 강함을 발휘한다. 장비로서 대검 "로드 롱 소드"를 가지고 있는데, 이것은 2개로 분할 가능한 것 외에 중심부의 파츠에는 채찍 모양의 무기를 내장하고 있다.

### 로드 어스트레이 Z
로드 어스트레이 Z(로드 아스트레이 지)는 《기동전사 건담 SEED ASTRAY 천공의 황녀》에 등장하는 기체이다. 작품 내에서는 로드 Z라고 짧게 약칭된다. 파일럿은 리카 셰더이다.
플랜트의 손에 들어간 150 가베라의 레어 메탈을 이용해, 페어네스가 플랜트에 견제를 위해 보낸 로드 아스트레이 Ω의 설계도를 바탕으로 플랜트가 제조한 기체이다. 메인 무장을 등에 마운트했을 때 "Z"의 형태가 되는 2기 1쌍의 낫이다. 토키타 코이치는 자신의 트위터에 청색을 기조로 한 컬러 화고를 공표했다.
페어네스가 새로운 데스티니 플랜의 실행을 중지한 후, 본래는 억지력으로서 개발된 로드 Z는 봉인되었다.

## GBK-20 건담 어스트레이
대한민국 건담베이스 20주년을 기념하여 출시된 건프라이다. 애니메이션에 등장하는 모빌슈트가 아니다. 품명 중 형식번호의 유래는 'G'undam 'B'ase 'K'orea '20'th의 약자이며, 한글 데칼도 들어있다.

## 같이 보기
- 기동전사 건담 SEED

## 주해
1. 1 2 3 4 5 6 7  설정화를 참조.[18]
2. ↑  토다 야스나리 《기동전사 건담 SEED ASTRAY R》 제1권에서는 손바닥 크기의 예비 전원 팩을 일상적으로 사용하고 있는 모습도 볼 수 있다.
3. ↑  건담 프라모델 〈1/60 PG 건담 아스트레이 레드 프레임〉 및 개발용 컨셉 화고에서는 개폐 기믹화한 사이드 아머에도 가능하게 되어 있다(위치는 오른쪽으로 방향은 반대).
4. ↑  《전격 하비 매거진》 2009년 5, 6, 7, 8월호. 이들은 같은 해 3월호에 게재된 단색 선화나 프라모델 〈1/60 PG 에일 스트라이커&스카이 그래스퍼〉 조립 설명서의 2색 선화 등의 PG 개발용 컨셉 화고와는 별개로 세부적인 면이 미묘하게 다르다. "쇼트 레인지 어설트"와 "아마츠 완전체"를 수록한 《기동전사 건담 SEED ASTRAY 아카이브 3D&설정 자료집》에서는 골드와 레드를 제외하고 게재되며, PG 특설 사이트에서는 상반신만 공개되고 있다.
5. 1 2  건담 프라모델 〈1/100 레겐 듀얼 건담〉에서 공개된 명칭으로 그 이전에는 오랫동안 "듀얼용 바주카" 등으로 표기되었다.[27]
6. ↑  이 때는 코디네이터인 기나의 반사 신경에 적합한 기체와 가능한 OS의 최적화를 자력으로 완수해 반출되었다.[13]
7. ↑  자료에 따라 빔 라이플[31]과 레이저 라이플[30]의 표기가 혼재한다. 덧붙여서 토키타 코이치의 《기동전사 건담 SEED ASTRAY》 제3권 커버 아래의 뒷표지에 적혀 있는 골드 프레임 아마츠의 데이터에는 "빔 사벨(beam saber)"이라고 표기되어 있다.
8. 1 2  《전격 하비 매거진》 2009년 6, 7, 8호에 게재된 단기 집중 연재가 출처이다. 《기동전사 건담 SEED ASTRAY 스페셜 에디션》이라는 제목으로, 제1회 〈블루 프레임 쇼트 레인지 어설트〉, 제2회 〈레드 프레임 플라이트 유닛 장비〉, 최종회 〈골드 프레임 아마츠 "완전체"〉의 3종이 소개되었다.
9. ↑  건담 프라모델 〈1/100 건담 아스트레이 골드 프레임 아마츠〉 발매 기념 기획 〈천공의 선언〉의 하나로 《기동전사 건담 SEED DESTINY MSV》의 〈extra.01〉 취급이 되고 있다.
10. ↑  컷의 소재에 대해서는 당시의 프로그램 방송 전에 개최된 〈건담 월드 2002 in C3〉로 상영된 특별 편집 영상 《[http://www.bandai.co.jp/releases/images/3/4936.pdf 기동전사 건담 SEED -카운트 제로-》로부터 전용한 것이다. 다만, 《기동전사 건담 SEED HD 리마스터》의 OP에서는 신규 컷으로 교체되었기 때문에 등장하지 않는다.
11. ↑  이것은 라이브러리안 재생산기인 레드 프레임도 마찬가지이다.
12. ↑  〈기동전사 건담 SEED ASTRAY B "오퍼레이션 11: 플라이트 유닛"의 모형 작례〉에서는 전용 홀더를 거치지 않고 리어 아머 측의 사다리꼴 래치 위로부터 "직접 사벨을 꽂는" 방법으로 표현했다. 한편, 후발의 모형 작례에서는 홀더를 통해서 백팩 뒤에 설치하는 것으로 표현했다.[44] 개략은 빔 사벨 항목을 참조한다.
13. ↑  이 호칭은 《기동전사 건담 SEED ASTRAY 천공의 황녀》로부터 유래한 것이다.
14. 1 2  관련 게임인 《슈퍼로봇대전 W》에서 "붉은 일격"은 PS 장갑을 무시하고 데미지를 입히고, "로엔그린 런처"는 N재머 캔슬러를 스스로 탑재하여 사용하고 있다.
15. ↑  다만, 이 드라군은 로우 귤은 사용할 수 없다.[67] 改의 머리 외관은 일반적인 채로 있기 때문에, 원격 조작 시스템이 탑재되어 있는 지는 명확하지 않다.
16. 1 2 3 4 5 6 7 8  첫 등장은 《전격 하비 매거진》의 《기동전사 건담 SEED ASTRAY B 〈오퍼레이션 08: 풀 아머 페이즈 시프트〉》이다.[69] 잡지 게재시는 아직 블루 프레임 세컨드가 등장하기 전이어서 작례의 본체부에는 노멀의 블루 프레임이 사용되었다.[70] 그 후, 단행본인 《기동전사 건담 SEED ASTRAY B》에서는 "블루 세컨드"로 설정된다. 이후에 건담 프라모델 키트 〈1/60 PG 건담 아스트레이 레드 프레임〉 발매 시에 "블루 프레임 포스"를 본체로 하는 설정으로 개변되었다.[16]
17. 1 2  전투 중에 적기로부터 빼앗은 것은 제외하고, 가이가 블루 프레임에 장비시키는 M68은 스코프 부분의 렌즈가 클리어 그린색이며, 다른 자프트제 옵션 화기도 합쳐 전체가 짙은 다크 그레이로 도색된 것으로 되어 있다.
18. ↑  《기동전사 건담 SEED ASTRAY B 〈오퍼레이션 07: M1 아스트레이 팀〉 포토 CG》로부터 판별된다.[71] 문구 중에서는 "테스트용으로 위력을 억제한 실탄총"이라고 되어 있다.[71][22]
19. ↑  토키타 코이치의 《기동전사 건담 SEED ASTRAY》에서는 시스와 나이프 한 벌을 옆으로 장착하는 모습도 볼 수 있었다.[75]
20. ↑  《기동전사 건담 SEED ASTRAY B 〈오퍼레이션 19 (TACTICS 03): 연합의 서펜트 테일〉》에서.[76]
21. ↑  《전격 하비 매거진》에서 나오키(NAOKI) 제작의 작례에 의한 것이다.[80][81]
22. 1 2  후발의 설정화에서는 정수리에 2개의 막대 안테나, 턱 부분이 가로 2분할의 카메라, 눈 부분이 모노 아이라고 하는 첫 출현 당시의 것을 디테일 업한 디자인으로 그려져 있다. 서드용 다리 부분의 대형 나이프에 대해서는 "아머 슈나이더"라고 해설되어 있다.[83]
23. ↑  토키타 코이치 《기동전사 건담 SEED X ASTRAY》 제1권에서 하이페리온 건담과의 전투에서는 이겨낼 수 있을 것 같지 않은 빔 탄을 상쇄하고 있다.
24. ↑  공식 사이트나 《기동전사 건담 SEED MSV 개발계보도》에서는 전자, 건담 프라모델 〈1/100 건담 아스트레이 블루 프레임 세컨드 L〉이나 《SD 건담 캡슐 파이터 온라인》의 설명에서는 후자의 표기가 사용되고 있다.
25. ↑  시기적으로는 애니메이션 본편에서 쿠사나기가 우주로 탈출한 근처의 시점이다.[93]
26. 1 2 3  "뷔브르 스트라이커", 각 드라군, 시펠 소드의 명칭은 단행본 《기동전사 건담 SEED DESTINY ASTRAY B 하권》에서는 사용되지 않으며, 건담 프라모델 〈1/100 MG 건담 아스트레이 블루 프레임 D〉에서 설정된 것이다.
27. ↑  다만, 《기동전사 건담 SEED FRAME ASTRAYS》 작품 내에서는 페인트 공격에 대처할 수 없는 장면도 보였다.
28. ↑  본기에 탑재된 트리오 시스템은 데스티니 임펄스 R의 "버디 시스템"을 발레리오 발레리가 모방한 것이다.[121]